# Tandil
Tandil es una ciudad argentina, cabecera del partido homónimo ubicada en el centro-este de la provincia de Buenos Aires. Se halla sobre las sierras del sistema de Tandilia. Fue fundada por el brigadier general Martín Rodríguez, gobernador de la provincia de Buenos Aires en 1823, con el nombre de Fuerte Independencia. 
Su población inicial fue de 400 habitantes y debió soportar el asedio permanente de los indígenas, que trataron de impedir la consolidación del poblado. En los últimos años, la ciudad ha atravesado un importante crecimiento demográfico, por encima de la media argentina, y cuenta en la actualidad con más de 140.000 habitantes.
Es una ciudad con clima templado, con temperaturas medias de 13,4 °C, que cuenta con un núcleo urbano actual dividido en barrios.
Su economía está basada principalmente en la agricultura, la ganadería, la metalurgia, el comercio y el turismo —que ha tenido un importante crecimiento en los últimos años, especialmente en el período vacacional que corresponde con la celebración de la Semana Santa donde se desarrolla la liturgia católica alusiva a la fecha— y la actividad minera —la que está siendo cuestionada por organizaciones ecologistas—. También se han instalado, entre otras, varias empresas de desarrollo de software, a medida que crece su polo tecnológico.
La ciudad actualmente es un importante centro regional de servicios comerciales, educativos, bancarios, entre otros. Además de tener un gran desarrollo en la construcción de torres de departamentos y oficinas, barrios cerrados y viviendas, dados por el importante crecimiento demográfico y económico que ha experimentado en los últimos años. Actualmente, se construye en la ciudad un importante centro comercial que alojará 75 locales comerciales, 15 gastronómicos, terraza con restaurantes y bares, salas de cine, un gimnasio y espacios de coworking.[cita requerida]

## Toponimia

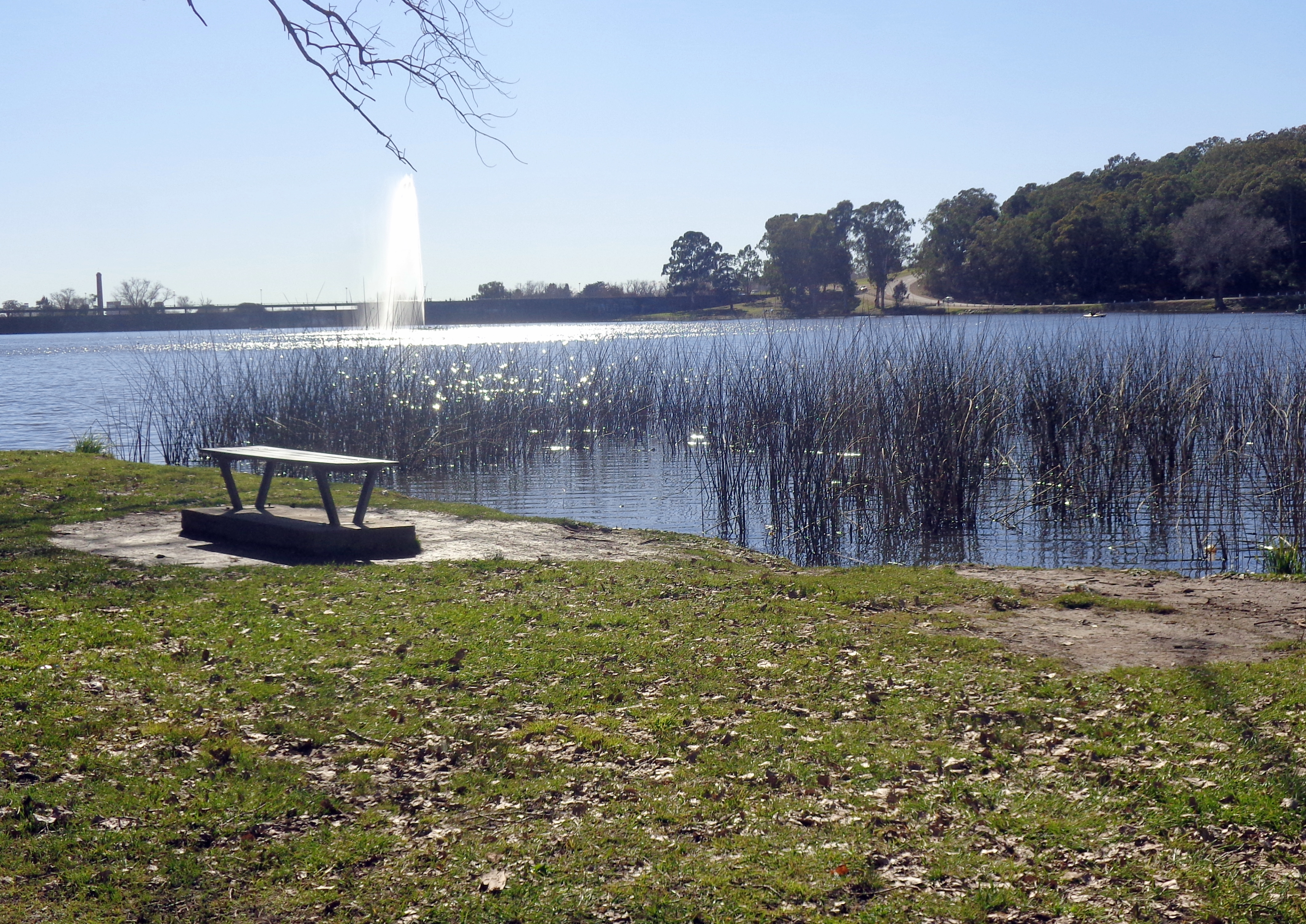
Vista del lago.

La historia más conocida es la que relata que el origen del nombre de Tandil se debe a la denominación dada a un cacique indígena que habitaba en la zona. Sin embargo, también se sostiene que había un río que tenía ese nombre. Probablemente el topónimo proceda de la desaparecida lengua de los tehuelches septentrionales y significaría lo más alto, en relación con el llano y bajo terreno que circunda a las pequeñas sierras de Tandilia. A su vez, algunos estudiosos hacen un estudio de los vocablos mapuches, donde lil, que podría ser una deformación de dil, equivale a "roca" o "peñasco". En cuanto a tan se dice que deriva de thaun, que significa  "latir" según la segunda etimología —menos probable— Tandil significaría entonces "piedra que late" en obvia referencia a la piedra Movediza.

## Historia

### Antes de la fundación de Fuerte Independencia
Los puelches fueron el pueblo nativo que habitó en los sistemas serranos de Ventania y Tandilia. Este era un grupo étnico o tribu que pertenecía a los tehuelches, que en voz araucana significa «gente bravía». Eran nómades, debido a que su actividad principal era la caza y la pesca se trasladaban constantemente de un lugar a otro, no se dedicaron a la agricultura y vivían en toldos o chozas que realizaban en cuero de caballo. Fueron un pueblo guerrero. Guerreaban constantemente con sus vecinos pampas del norte.
Desde el siglo XVIII los tehuelches estuvieron en contacto con los mapuches o araucanos comenzando el proceso de araucanización de estos pagos. Ello se debió principalmente a dos factores. La guerra y el comercio.
La actividad comercial se debió a las ferias de El Cayrú y Chapaleofú. Ellas se situaban en las sierras de la pampa húmeda. Allí existió una actividad comercial y de intercambio de productos entre los habitantes nativos de las llanuras pampeanas y las sierras de lo que actualmente es el interior de la Provincia de Buenos Aires, los de la Patagonia septentrional y los de ambas márgenes de la Cordillera de Los Andes. En estas ferias, llamadas «ferias de los ponchos» por los jesuitas de la época que las registraron (como Thomas Falkner), se intercambiaban diversos tipos de productos: desde los ganaderos y de la agricultura hasta vestimentas tales como ponchos. El Cayrú se hallaba en la parte más occidental del Sistema de Tandilia (en territorio del actual Partido de Olavarría) y Chapaleofú hace referencia a las inmediaciones del arroyo homónimo, en su tramo que pasa por el actual Partido de Tandil.
Todas estas actividades provocaron movimientos migratorios y de intercambio cultural entre estos aborígenes.
La influencia mapuche tuvo su origen en lo anteriormente mencionado, ya que partiendo de fines de guerra, comercio y alianzas, se terminó produciendo una gran influencia cultural sobre los tehuelches y otros pueblos, produciéndose la araucanización del pago. Buena parte de los tehuelches adoptó muchas de las costumbres y lengua mapuches, mientras los mapuches adoptaron parte del modo de vida tehuelche (tal como lo de vivir en tolderías) y con ello se difuminaron las diferencias entre ambos grupos, al punto que sus descendientes se refieren a sí mismos como mapuche-tehuelches.
A mediados del siglo XVIII la población de la actual Provincia de Buenos Aires (incluyendo la ciudad de Buenos Aires)  era de aproximadamente 10 000 pobladores y apenas se extendía hasta la margen norte del río Salado. Al sur de este habitaban pueblo originarios, territorio llamado «desierto» por los pobladores del que vivían al norte del mencionado río. 
Hacia 1770, Juan José de Vértiz y Salcedo, a cargo del Virreinato del Río de la Plata, envió una expedición al sur que llegó a Tandil y dos años después cruzó el cordón orográfico de Tandil y se describió minuciosamente un corral de piedra seca en las inmediaciones del arroyo Chapaleofú, prueba cabal de los asentamientos étnicos.

### La fundación

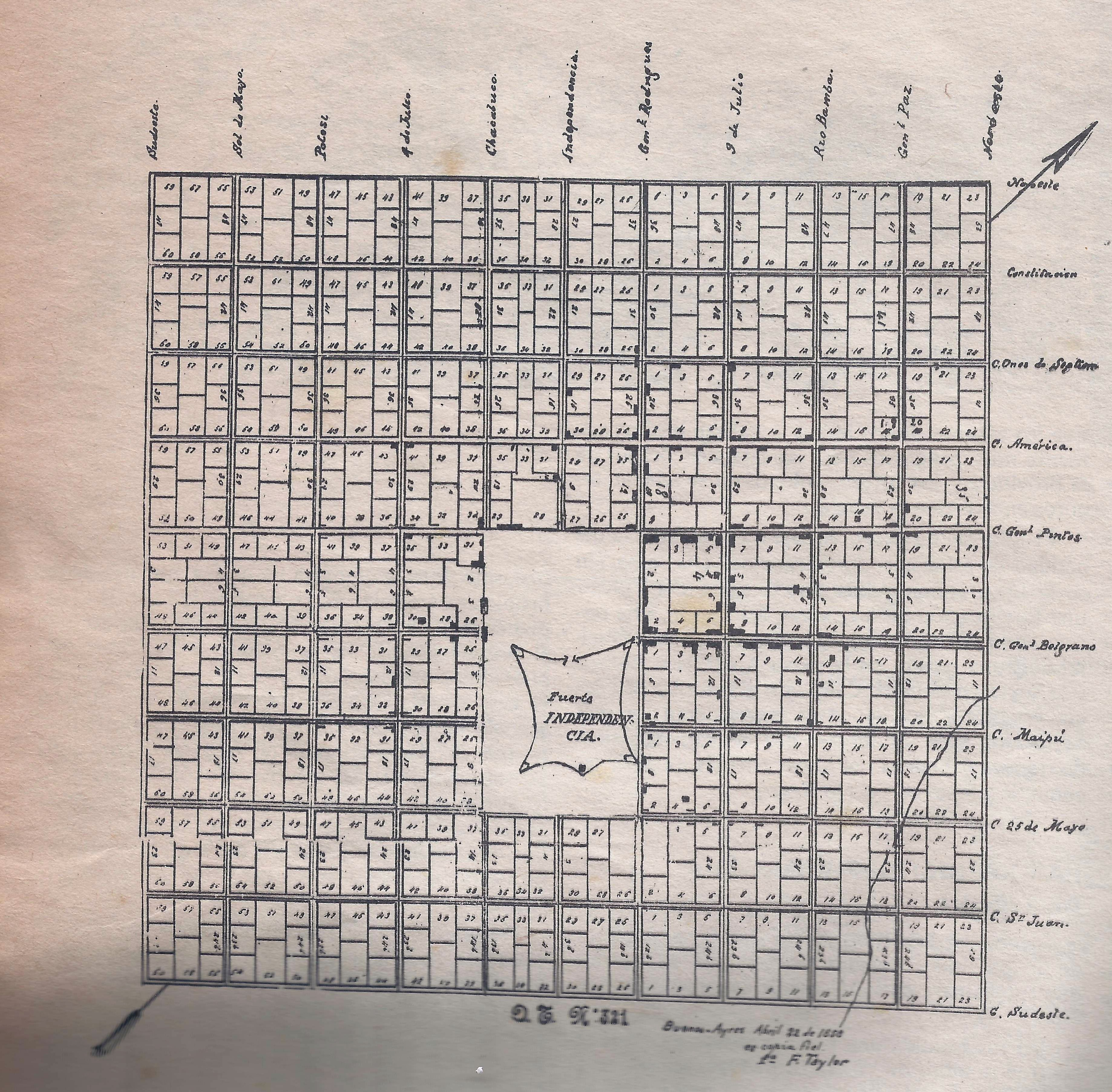
Mapa del Fuerte Independencia

A finales de 1820 comenzó una violenta reacción de los pueblos aborígenes contra el avance de la frontera hacia el sur. El Tratado de Miraflores, que había logrado una paz relativa con los llamados indios amigos, fue roto unilateralmente por el gobernador de Buenos Aires Martín Rodríguez. El 27 de diciembre de 1820 los aborígenes asolaron Lobos y mataron a cien personas.
Inmediatamente, el 3 de diciembre de 1820, otro malón, dirigido por el exdirector supremo de Chile José Miguel Carrera, quien junto a los caciques Yanquetruz y Pablo había tomado el centro de detención de prisioneros realistas de Las Bruscas, saqueó el pueblo de Salto. 

Martín Rodríguez, funda el Fuerte Independencia en abril de 1823, que dio origen al núcleo urbano de Tandil.
El malestar de la campaña se había acentuado bajo el gobierno de Martín Rodríguez y de su ministro Rivadavia. Los estancieros, desmoralizados, no recibían más auxilio que los que ellos mismos se procuraban con sus propios medios; estaban expuestos a los bandoleros. A fines del año 1825, el gobierno, temeroso de que los brasileños se apoderasen de Patagones e invadieran la campaña sur de Buenos Aires, comisionó a Rosas para que asegurara la paz con las tribus y se aliará con éstas para rechazar un posible ataque del enemigo lusitano. Rosas fijaba la línea de frontera: «Desde el mar por la sierra del Volcán hasta el Tandil, desde este punto en el rumbo de S. O. a N.O. comprendiendo la mitad de los arroyos Chapaleofu. y Tapalqué hasta el punto de Mercedes». Juan Manuel de Rosas realizó su tarea diplomática con su energía habitual y su astucia característica. Rosas reunió a una asamblea de caciques que se celebró en el Tandil. Rosas concurrió a ella solo, sin soldados cada cacique se presentaba seguido de numerosa comitiva de jinetes, sobre todo Chanil que llevaba la voz de los pampas y de los ranqueles. La demarcación de la nueva frontera, la exploración de los campos que se extienden desde la sierra del Volcán hasta el mar y el trazado de la línea de fortines.
El poblado fue fundado por recomendación del coronel Pedro Andrés García quien vio la necesidad de crear dos fuertes, uno en la sierra del Volcán y otro en las sierras de Tandil, dando inicio al camino que la uniría con Carmen de Patagones el 4 de abril de 1823, en donde hoy está emplazada la parroquia del Santísimo Sacramento, frente a la plaza principal.
En la práctica, el principal objetivo de la expansión de la frontera tenía como fin hacer efectiva la soberanía de la provincia y expandir la zona de explotación ganadera. Hacia fines de su mandato hizo una segunda campaña, en la que llegó cerca de la actual Bahía Blanca, pero no logró casi nada más. Entre 1823 y 1875 sufrió Tandil, casi constantemente, contraataques de parte de los indios pampas, araucanos o mapuches y de los ranqueles.

### La inmigración europea

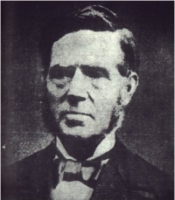
El danés Juan Fugl (1811-1900) tuvo gran influencia en el desarrollo de Tandil en los años posteriores a la fundación de la ciudad.

Tras el sometimiento de los indígenas en la Conquista del Desierto se consolidó la presencia "cristiana" del naciente Estado Argentino en El Tandil. Algunas décadas después, este lugar recibiría gran cantidad de inmigrantes de diversas partes de Europa.
Cuando se fundó el Fuerte Independencia, el poblado tenía tan solo cuatrocientos habitantes que eran los que arribaron con su fundador; esta cifra fue aumentando gracias a la llegada del ferrocarril a finales del siglo XIX, la explotación de la minería y la actividad ganadera. En 1850 se inició la construcción de un molino que accionó con energía hidráulica, alimentado con el agua de un arroyo que cruza la ciudad. Aún hoy se conserva un sector del edificio refaccionado. También construyó con piedras extraídas a golpes de martillo de los cerros cercanos la primera tahona.
En 1865 se demolió el Fuerte Independencia y al año siguiente se construyó la Casa Municipal sede asimismo de la comisaría y de la cárcel y el 23 de octubre de 1895 el pueblo fue declarado oficialmente ciudad con el nombre de Tandil.
El origen de la inmigración fue principalmente de Italia y de España, como gran parte de la Argentina, pero fueron numerosos también los vascos (muchos de ellos de Francia) y, sobre todo, los daneses, cuyos descendientes argentinos forman una comunidad muy activa todavía hoy. El crecimiento de su población la llevó a obtener la categoría de ciudad al finalizar el siglo XIX. Estos extranjeros, pioneros que se asentaron en la frontera, unieron sus esfuerzos laborales para engrandecer la zona de Tandil. Entre ellos figuró Juan Fugl, de origen danés, quien reintrodujo la agricultura, encabezó la fundación de la iglesia Luterana, estableció la primera colonia danesa en el país y fue elegido intendente de la ciudad. Como maestro y por indicación del entonces presidente de la Nación, Domingo Faustino Sarmiento, Fugl dotó a Tandil de la primera escuela de la ciudad.

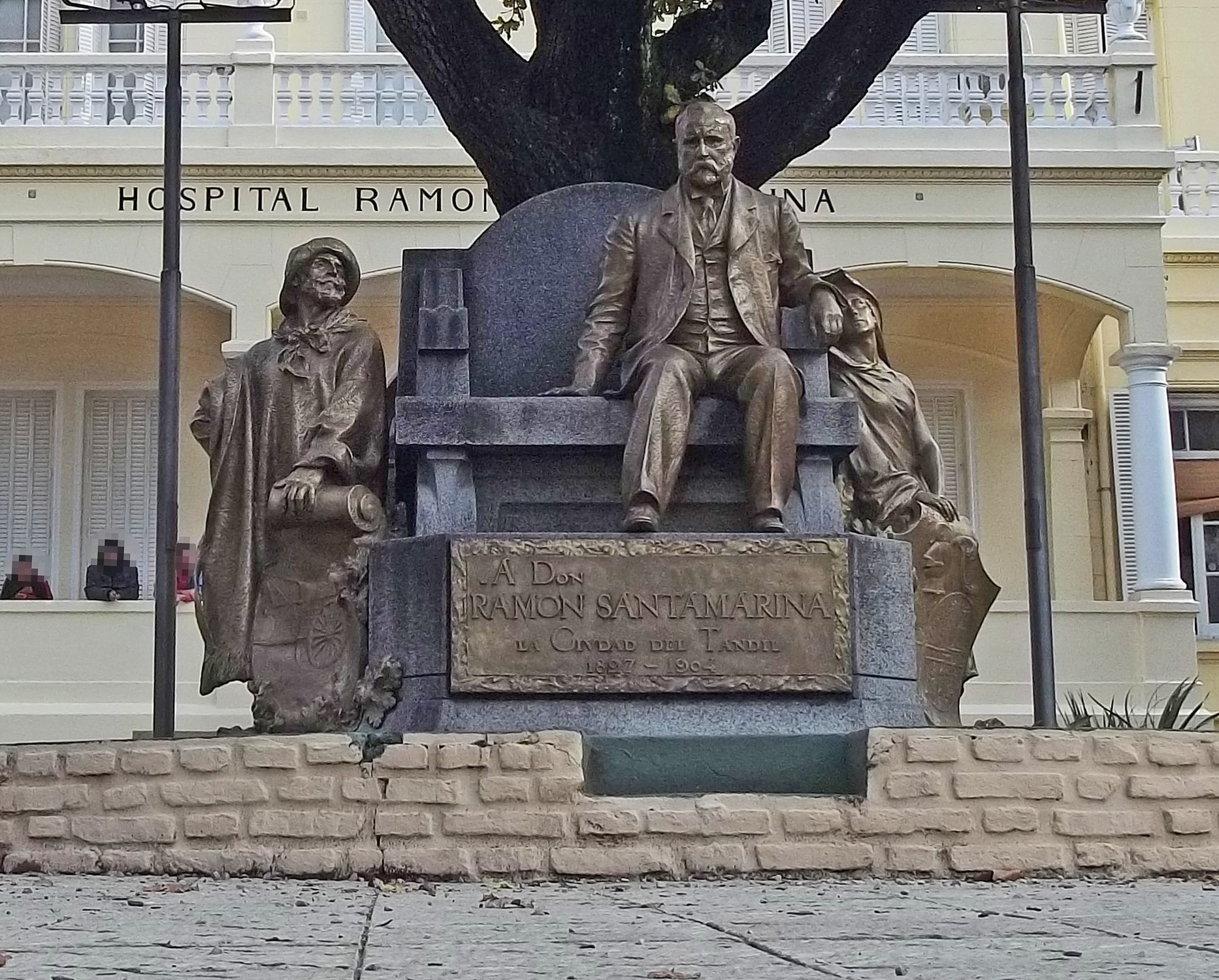
Monumento a Ramón Santamarina localizado en el Hospital Municipal de Tandil

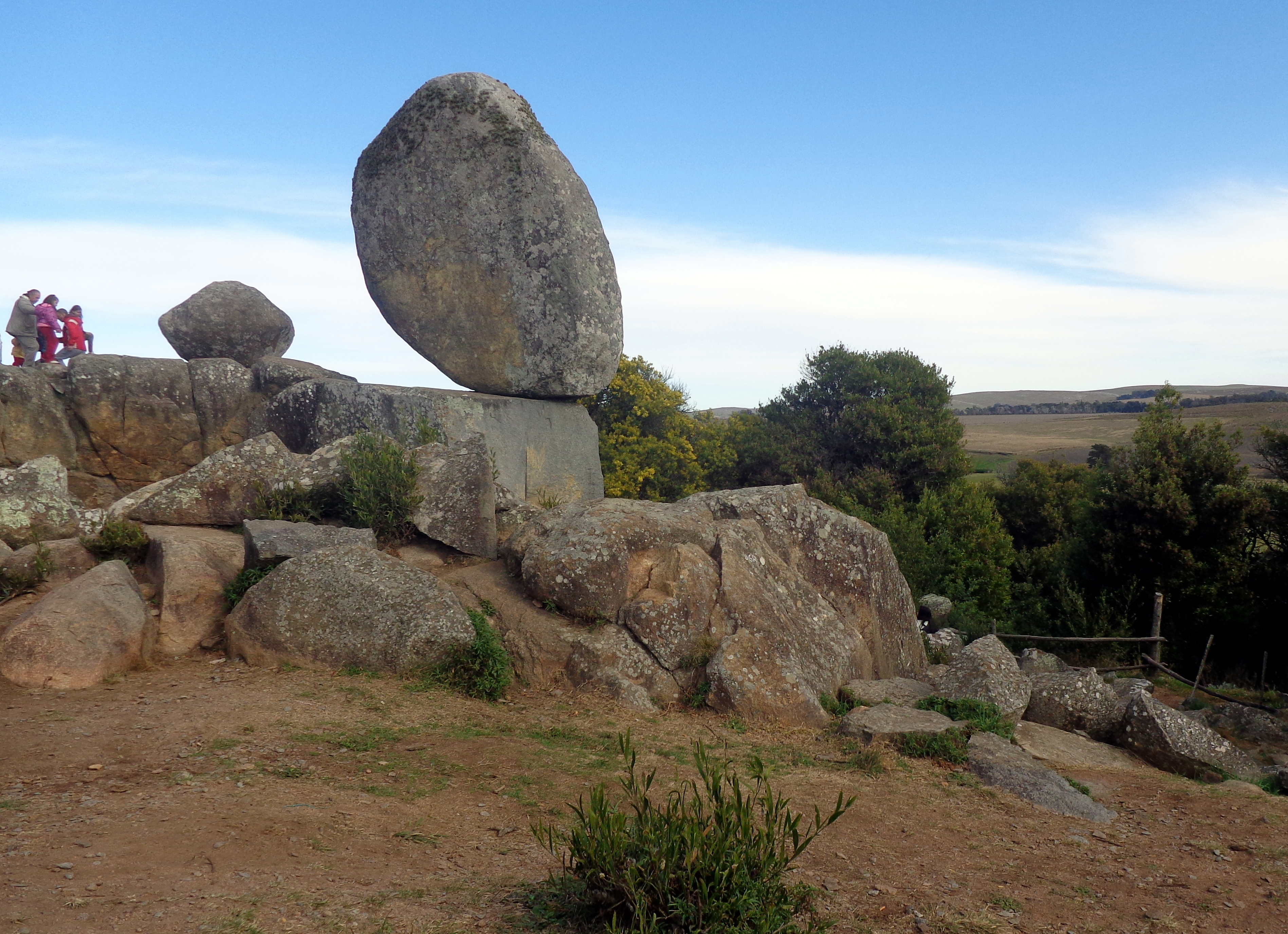
Cerro El Centinela

Junto con este inmigrante danés, otro notable personaje fue Ramón Santamarina, español que emigró a la Argentina en 1840, que con la compra de unas cuantas carretas, aprovechando la carencia de transporte, unió Buenos Aires con Tandil. Él y sus descendientes fundaron numerosas estancias con construcciones monumentales que luego legaron a la ciudad, aportando predios edilicios importantes, como el actual Hospital Municipal que lleva su nombre.
Otro grupo importante los constituyeron los vascos, que con el crecimiento del pueblo se multiplicaron las oportunidades laborales, desde las necesidades más elementales como la del carpintero vasco Manuel Letamendi, hasta las demandas más inusitadas como la del confitero Juan Bautista Inciburo. Otro vasco destacado fue Francisco Juldain, que se hizo cargo de la primera escuela pública en 1857.
Ya para 1870 se habían instalado varias familias españolas además de Santamarina. Otro grupo importante lo constituyeron los italianos, ocupando cargos comunales como Pubilo Massino y Luis María Mancini que fue el primer cura párroco, para ese entonces llegaron Domenico Scaviani y pocos años después Giusseppe Fuschini que se convertiría en el primer médico.
En mucha menor cantidad se fueron sumando inmigrantes franceses, yugoslavos, israelitas, árabes, ingleses, alemanes y neerlandeses.
Los inmigrantes italianos, españoles y vascofranceses sentaron las bases de actividades económicas que hoy son tradicionales en Tandil: producción de chacinados y embutidos; los daneses aportaron ímpetu a la industrialización de productos lácteos.

### Masacre de Tandil
En la madrugada del 1 de enero de 1872, se produjo en la ciudad la matanza de inmigrantes europeos instigada por Tata Dios (Gerónimo G. Solané), un curandero gaucho entrerriano o santiagueño, que se presentaba como sanador y profeta. En su nombre, varias decenas de gauchos mataron a 36 inmigrantes.
A la mañana, una partida policial persiguió a los gauchos, matando a once y atrapando a doce. La partida también fue a detener a Gerónimo Solané a su rancho, aunque este siempre negó haber participado de los asesinatos. Al llegar a Tandil, el curandero estuvo a punto de ser linchado por los pobladores; cinco días después, el 6 de enero de 1872 fue asesinado en el calabozo del juzgado local.
En los meses siguientes se realizó el juicio contra los detenidos, siendo condenados a muerte tres de ellos: Cruz Gutiérrez, Esteban Lasarte y Juan Villalba. Este último murió en la cárcel antes de ser ejecutado y los otros dos fueron fusilados el 13 de septiembre de 1872.
El hecho se conoce como la mayor manifestación de odio xenofóbico que se produce dentro de una ciudad y uno de los grandes crímenes misteriosos que se produjeron en el siglo XIX.
En los años 40 del siglo XX durante la intendencia del Dr. Proto Torres Ordóñez quedaba proclamado Intendente electo de Tandil, asumiendo el 1 de mayo de 1948, el nuevo gobierno local se puso a atender demandas de necesidades básicas y reclamos obreros sobre mejoras en las condiciones de vida,se comenzó con la construcción de un dique construido para sistematizar el caudal del denominado Arroyo del Fuerte, comenzó a formarse un espejo de agua, que ha resultado apto para pesca y deportes náuticos y que ha sido otro de los polos de desarrollo residencial y atracción paisajística. A tono con la rápida industrialización del país, se creó en Tandil la Escuela Fábrica de la Nación n.º 17 y poco después la Escuela Industrial de la Nación, durante los 40 y 50 Tandil tuvo un significativo crecimiento recibiendo población que las zonas rurales expulsaban, tanto como migrantes procedentes de diferentes provincias. Durante esta intendencia se crean varias líneas de transporte urbano de pasajeros, una central telefónica automática y comienza en la ciudad el funcionamiento de la red de gas natural, mientras el asfaltó de calles que hasta ese momento abarcaba solo el centro de la ciudad se extiende a todos los barrios y se crean veinte bibliotecas populares. Así mismo, la riqueza de la ciudad se acentúa con el auge de la actividad canteril que será interrumpido con los cambios económicos implementados por la dictadura autodenominada Revolución Libertadora en 1955-1958.

### Movimiento obrero canterista
Estos trabajadores que venían de Europa, trajeron consigo sus ideas, principalmente el anarquismo. Llegaron a conducir la Federación Obrera Regional Argentina (F.OR.A) y múltiples sociedades de resistencia. En Tandil, la organización de los trabajadores canteristas se dio bajo el formato anarquista.
Las primeras manifestaciones de ideología obrera surgieron con toda seguridad de los anarquistas ya que, el partido socialista, recién se fundaría en la ciudad en 1912. El sindicalismo a comienzos del siglo XX también se manifestaría con cautela, sin embargo, avanzó de manera firme hasta ser hegemónico a partir de la década de 1920
El trabajo se pagaba en plecas, lo que hacía que solamente pudieran utilizar esa cuasi moneda en el almacén del patrón de la cantera. Además, no podían ingresar otros vendedores al establecimiento dado que el predio estaba cercado con alambrados. A esta situación se le sumaban las largas jornadas laborales de sol a sol. Los accidentes laborales con las herramientas, explosivos y piedras eran parte del paisaje cotidiano. Son innumerables las menciones que se hacían en los periódicos locales sobre los accidentes y las muertes causadas por la actividad de las canteras. Esta situación de explotación provocó la organización del gremio Sociedad Unión Obrera de las Canteras y de la mano los planes de lucha, como por ejemplo las  huelgas.

#### El rol de las mujeres en el movimiento obrero de la ciudad[27]
En la primera Huelga, denominada Huelga Grande (1908-1910) se destacó el rol de las mujeres durante la misma. Debido a las condiciones laborales, los obreros decidieron llevar a cabo una huelga que duro meses. Para seguir movilizando el trabajo de la extracción de la piedra, los patrones trajeron a trabajadores, denominados "rompe huelgas" para continuar con la labor. Las mujeres de los picapedreros que estaban en huelga, se organizaron para poder frenar el tren. Se iban poniendo en diferentes puntos, para arrojar agua caliente o piedras al tren y, cuando estaba por llegar, varias de ellas enjabonaron las vias y se arrojaron sobre ellas para frenar el tren, mientras que, varias de ellas subieron al mismo con el mismo propósito. Dentro de ese grupo de mujeres, se encontraba Ernesta Catalina Mosca, la cual fue asesinada por un culatazo en la espalda a sus 18 años.
Los obreros para recordar a Ernesta Catalina Mosca, hicieron envío de una corona de flores para su familia y enviaron correspondencia a dos diarios de Capital: La Acción Socialista y La Confederación.

### Años de dictadura militar
Durante el autodenominado Proceso de Reorganización Nacional, en Tandil funcionó el centro clandestino de detención La Huerta, que formaba parte de la Subzona 12, a cargo del general Alfredo Oscar Saint-Jean; procesado por la comisión de treinta y tres delitos durante el último gobierno militar. Este centro funcionó desde 1976 a 1983. En esos momentos estaba frente a la intendencia el coronel Julio José Zanatelli, quien después sería elegido en plena democracia como intendente por voluntad popular.

### La Huerta (centro clandestino de detención)
En agosto de 2015 se llevó a cabo la señalización del centro clandestino de detención La Huerta, situado en la Ruta 226, en el acceso a la Base Aérea.

## Población
Durante el período entre 1840 a 1914, el saldo vegetativo jugó un papel importante, formando una base de crecimiento demográfico permanente. La tasa de fecundidad se mantuvo muy elevada al principio (8,5) comenzando a disminuir para 1895 (7,9). En este periodo la inmigración fue el fenómeno demográfico dominante y el crecimiento natural aportó también en el crecimiento de la población. Entre 1920 y 1930 se dio el auge y decadencia de la piedra, durante esta época el crecimiento de la población siguió generándose a un ritmo menor, especialmente en las zonas rurales. La decadencia de la actividad minera generó que muchos trabajadores, ya sin trabajo emigraran para otros centros más grandes como Mar del Plata en busca de trabajo y capital
A partir de la década de 1940 comenzaron grandes cambios económicos, sociales y políticos. Aparecieron oportunidades de empleo en la zona urbana, lo cual incentivó el asentamiento de familias dentro del pueblo. El surgimiento de la fábrica metalúrgica creó grandes cantidades de puestos de trabajo y mejoró muchísimo la economía del pueblo. Todavía para esa época los servicios de salud, educación y comunicación eran deficientes. La vivienda comenzó a fomentarse a través de préstamos y construcción de conjuntos habitacionales a precios populares.
La segunda gran etapa de expansión de Tandil se dio entre 1914 y 1985. La tasa bruta de natalidad estaba en el orden del 40 % anual hacia 1915 y comenzó a descender hasta llegar a un 20 % anual para 1960. En 1970 nuevamente ascendió al 25 %, pero esto se debió más que nada al ingreso migratorio femenino.
| Gráfica de evolución demográfica de Tandil entre 1823 y 2010 |
|                                                              |
| Fuentes: INDEC                                               |

La tasa de mortalidad partió de un valor del 17 % en 1914 y disminuyó al 10 % en la década del 1950 gracias a las mejoras sanitarias. Sin embargo, para 1960 el envejecimiento de la población volvió a aumentar la tasa. El saldo migratorio en el período de 1914 a 1938 fue prácticamente nulo o negativo debido a la Gran Depresión del año 1930, pero para 1944 se tornó positivo con ritmos variables de 1,97 % hasta 1960, debido específicamente al desarrollo de la industria metalúrgica, lo que atrajo particularmente más hombres produciéndose la disminución de la tasa bruta de natalidad para esa fecha.
Para la década del 1970 el saldo migratorio total aumentó al 3,84 %; esto se debió al surgimiento de la universidad, lo que atrajo familias y estudiantes, y a la reducción de la distancia gracias a la mejora de los caminos con otros centros urbanos. Por el ingreso de familias y mujeres, se neutralizó el saldo positivo de hombres y se positivizó el saldo de mujeres. A partir de los años 1970 el saldo positivo aceleró su tasa, las condiciones de una ciudad en pleno crecimiento, que ofrecía oportunidades laborales a las familias generó que la población rural ingresara a la ciudad en busca de trabajo, también se observó la llegada de familias de pequeños centros aledaños. El aumento de estudiantes provenientes de diferentes centros cercanos por la universidad, se renovó cada año. A partir de la década de 1990 y hasta la actualidad se observó un importante saldo migratorio total positivo debido al ingreso de familias provenientes de centros urbanos importantes como Buenos Aires y sus alrededores, La Plata o Mar del Plata que migraron en busca de mejores condiciones de seguridad, tranquilidad y calidad de vida. Además, la ciudad cuenta con una atmósfera muy positiva para la inversión, ya sea en la construcción, como en la actividad comercial. 
De acuerdo con los tres últimos censos nacionales, Tandil pasó de 91 101 habitantes (Indec, 1991) a 101 010 habitantes (Indec, 2001). El último censo nacional de 2010 arrojó que en el partido de Tandil viven 123 871 personas y la ciudad 116 916 habitantes. A pesar de la espera de la realización del censo nacional de 2020, que fue postergado por la pandemia de COVID-19, se calcula que la ciudad cuenta al año 2021 con aproximadamente 150 000 habitantes. Finalmente, en 2023, se conocieron los resultados: Tandil superó la marca, con 150 162 habitantes (un aumento del 21,2%), quedando como la 5.ª ciudad más grande de la provincia y como el 7.º partido de la provincia con más habitantes, sin contar los partidos del AMBA.
La ciudad de Tandil ha ido creciendo desde su fundación en diferentes etapas, en general el crecimiento generado por las migraciones se relacionaron directamente con la situaciones económicas positivas que ofrecían a los inmigrantes posibilidades laborales.
El crecimiento de la población tiende siempre a ser positivo, solo se observó un crecimiento negativo durante la crisis del año 1930. La mortalidad, que en un principio era alta, fue bajando su índice cuando la ciudad mejoró sus servicios sanitarios.
La tasa de fecundidad ha ido disminuyendo con el paso de los años, al igual que en el resto del país.
La ciudad ostenta una de las mortalidades infantiles más bajas de la República Argentina, estando entre los diez partidos con mejor situación, muy debajo de la media nacional.

### Barrios de Tandil

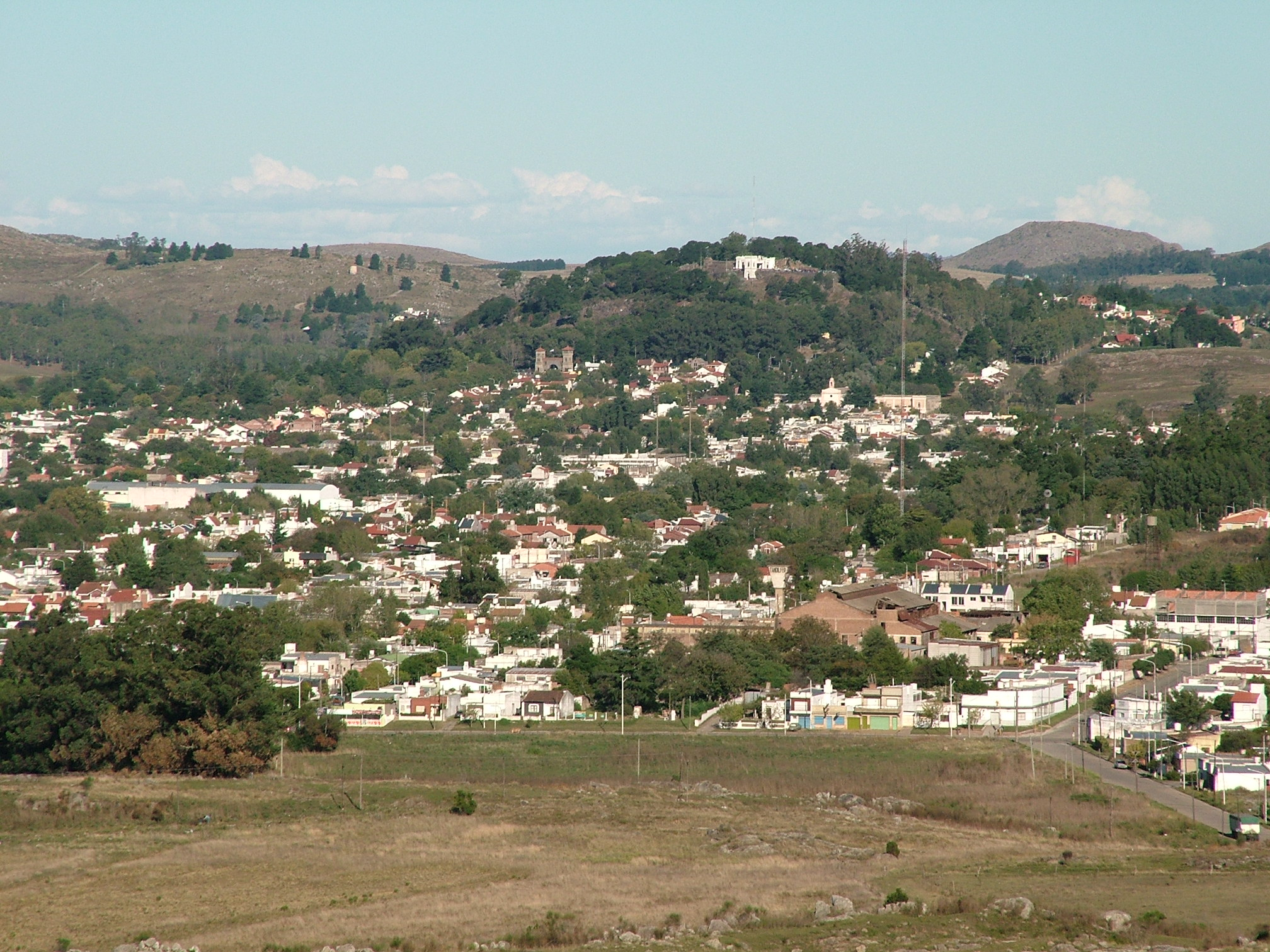
Tandil vista desde La Movediza, donde se puede apreciar el Parque Independencia, con su portada y su castillo morisco.

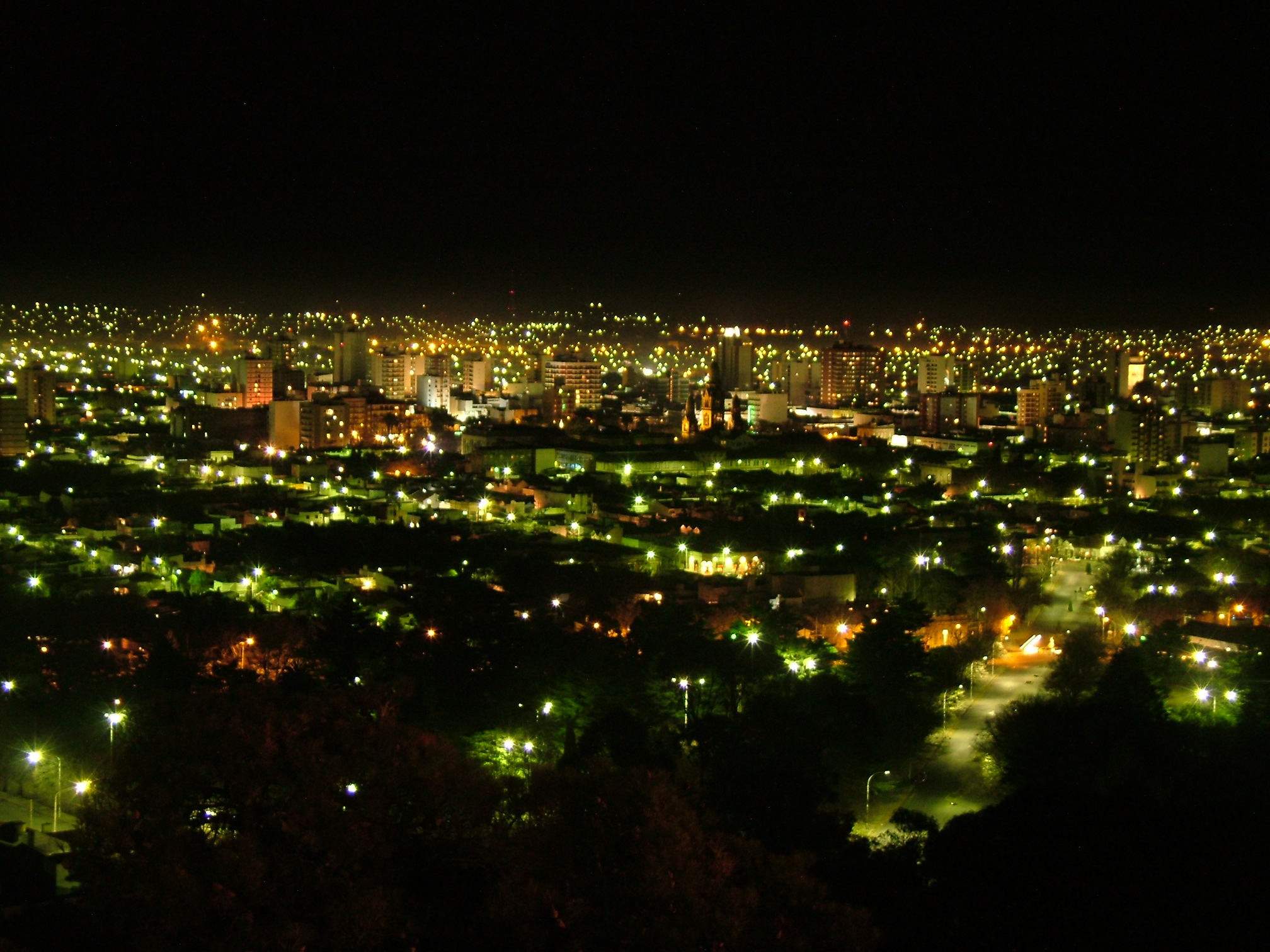
Vista nocturna de Tandil, desde la cima del Parque Independencia.

La ciudad de Tandil se divide en los siguientes barrios:
- Barrio 25 de Mayo
- Barrio 17 de Agosto
- Barrio Arco Iris 1° etapa
- Barrio Arco Iris 2° etapa
- Barrio de las Ranas
- Barrio Eduardo Olivero
- Barrio El Calvario
- Barrio El Centinela
- Barrio Falucho 1
- Barrio Falucho 2
- Barrio Fatica
- Barrio Fonavi
- Barrio de Graduados
- Barrio General Belgrano
- Barrio Jardín
- Barrio La Movediza
- Barrio Maggiori
- Barrio Manantial
- Barrio Metalúrgico
- Barrio Militar
- Barrio Mirage
- Barrio Palermo
- Barrio Parque La Movediza
- Barrio Pro-Casa
- Barrio Rodríguez-Selvetti
- Barrio San Juan
- Barrio Sierra Sud
- Barrio Terminal
- Barrio Uncas
- Barrio Universitario
- Barrio Villa del Parque
- Don Bosco
- El Bolsón
- El Cerrito
- El Tropezón
- El Bolsón
- La Elena
- La Florida
- Las Tunitas
- Villa del Lago
- Villa Don Bosco
- Villa Galicia
- Villa Italia
- Villa Laza
- Villa Gaucho
- Villa Aguirre
- Cerro Leones
- Barrio A.T.E.P.A.M. I y II

Barrios privados
En Tandil en la actualidad hay 3 barrios privados y varios en construcción. El boom del turismo a partir de la belleza paisajista ha hecho que muchas personas de otras ciudades adquieran grandes lotes y busquen agruparse para poder vivir con tranquilidad, muchas veces loteando terrenos lindantes con las sierras y creando conflictos con los vecinos de Tandil que buscan evitar una privatización del patrimonio natural. Los tres barrios privados son:
-Country Sierras de Tandil: Ubicado sobre la avenida Fleming es el country con más años en la ciudad construido en los años 2000. Ocupa una área de 30 hectáreas.
-Valle Escondido: Ubicado sobre la Avenida Don Bosco es un country de 158 hectáreas. Tiene un Hotel llamado Amaike, un campo de golf de 30 hectáreas, distintos amenities y, en un futuro, tendrá un colegio. 
-Barrio La Mata: Ubicado en las afueras de Tandil, al sureste de la ciudad, sobre la Ruta Provincial 74 entre los parajes El Gallo (cruce con Avenida Don Bosco) y La Vasconia (cruce con Ruta Nacional 226).
La ciudad cuenta con distintas dependencias públicas y de servicios de emergencia repartidos en los distintos barrios: 4 comisarías dependientes de la Policía de la Provincia de Buenos Aires ( Comisarías Primera en el Centro, Segunda en Las Ranas, Tercera en Villa Italia y Cuarta en Villa Aguirre/Palermo), 1 Destacamento de Caballería, 1 Destacamento Rural, 1 comisaría de la Mujer, 1 comisaría dependiente de la Policía Federal, 2 Cuarteles de Bomberos (Centro y Villa Italia) y 3 Registros Civiles (Centro, Villa Italia y Villa Aguirre).
Además, en el área de Salud, la ciudad cuenta con un importante Polo Sanitario Municipal dependientes del Sistema Integrado de Salud Pública(SISP), compuesto de 4 hospitales y 12 centros de salud barriales. Los 4 Hospitales dependientes del Municipio son: Hospital Municipal Ramón Santamarina, Hospital de Niños Debilio Blanco Villegas, Hospital Municipal Enrique Rodríguez Larreta y el Centro Municipal de Salud Mental.

## Transporte

### Carreteras y autopistas

#### Accesos principales
Acceden en forma directa a la ciudad de Tandil rutas nacionales y provinciales que se abren en abanico al interior y la ubican en un centro estratégico de comunicaciones, facilitando acceso a otras rutas provinciales hacia poblaciones que quedan afuera de la traza de las rutas principales de salida.
| Identificador | denominación | Tipo            | Itinerario |
| ------------- | ------------ | --------------- | --- |
| RP 74         |              | Ruta provincial | Hacia Ayacucho, Buenos Aires, La Plata y AU 2 |
| RN 226        |              | Autovía         | Por avenida Falucho, Marconi y España: hacia Balcarce, Mar del Plata, Lobería y Necochea, a las ciudades de Azul y Olavarría por RN 3.                 |
| RP 30         |              | Ruta provincial | Por avenida Juan B.Justo y avenida Estrada: hacia las ciudades de Benito Juárez, Gonzales Chaves, La Dulce, Necochea, Rauch, Las Flores y Buenos Aires |

| Identificador | denominación | Tipo            | Itinerario |
| ------------- | ------------ | --------------- | --- |
| RP 74         |              | Ruta provincial | Por Camino Don Bosco a la RP 74: hacia Cruce Scarminacci a las localidades de San Manuel, Lobería, La Negra, Claraz y Fernández |

### Transporte público
- Transporte urbano e interurbano

El sistema de transporte público urbano de la ciudad de Tandil se divide en seis líneas de colectivos compuesta por seis empresas privadas. A su vez, dicha red de ómnibus se extiende tanto a la zona urbana como a la interurbana, y se distribuye en distintos ramales de cada línea. 
- Línea 500
- Línea 501
- Línea 502
- Línea 503
- Línea 504
- Línea 505

Para el transporte interurbano existe una terminal de ómnibus en la que operan catorce empresas de transporte con llegada a los principales destinos del país, entre los que destacan: Capital Federal, La Plata, Córdoba,  San Juan, Mendoza, Rosario, Tucumán, Mar del Plata, Trenque Lauquen, General Pico, Junín, Bolívar, Chacabuco, Carlos Casares, General Villegas, San Luis, Jujuy, Necochea, Azul, Olavarría, Rauch, Ayacucho, Las Flores, Tres Arroyos, Benito Juárez, Lobería, Pinamar, Villa Gesell, entre otros. Además, incluye el transporte a las principales localidades del partido, María Ignacia Vela y Gardey. 
Se registra un importante movimiento diario de aproximadamente 110 unidades de ómnibus de distintas dimensiones, lo que implica un movimiento mensual de 3300 colectivos, siendo una de las principales terminales de ómnibus de la Provincia de Buenos Aires.

### Transporte ferroviario

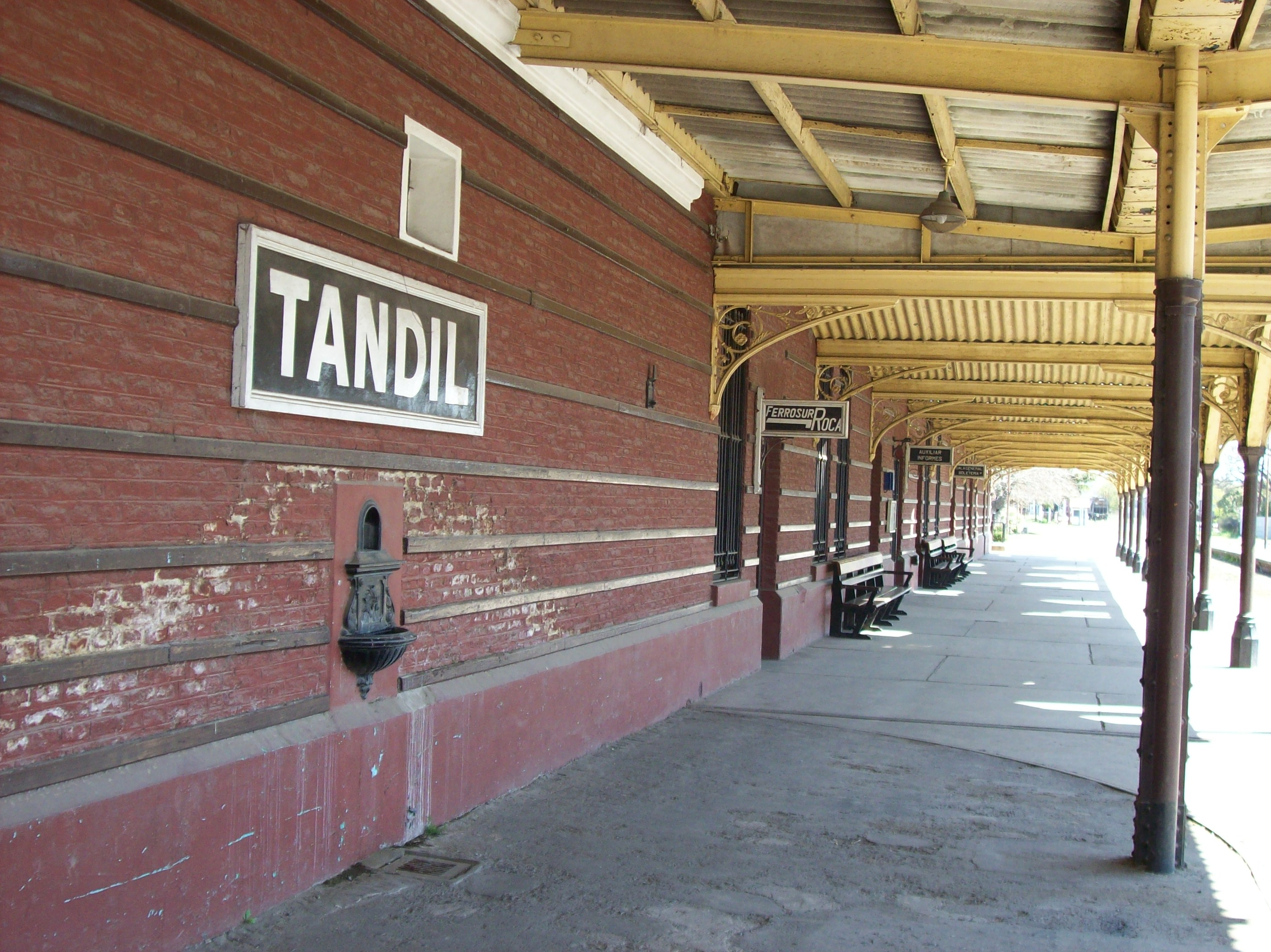
Andén de la Estación Tandil.

El servicio de transporte de ferrocarril de pasajeros se halla suspendido desde el 30 de junio de 2016.
La compañía de ferrocarril de carga que accede a la ciudad es la Ferrosur Roca, que es concesionaria en el transporte de carga de la línea Roca, cubriendo la zona sur. Esta empresa comenzó su actividad en marzo de 1993. Transporta principalmente cemento desde la empresa Loma Negra C.I.A.S.A. del empresario Fortabat de Olavarría. También se transporta escoria, que se utiliza para producir cemento de menor calidad, y clinker que se lleva hasta San Nicolás de los Arroyos. Asimismo se transporta toda clase de cereales, como así también fertilizantes. Actualmente hay un convenio con Ferro Expreso Pampeano, para el transporte de aceite de soja, hamburguesas, pepinos, tomates, etc.

### Transporte aéreo
El Aeropuerto de Tandil, o formalmente Aeropuerto "Héroes de Malvinas" que sirve a la ciudad de Tandil y alrededores se encuentra a 18 km al noroeste del centro de la ciudad. El mismo cuenta con una terminal de pasajeros, que incluye un importante estacionamiento para automóviles, y varios servicios. Las instalaciones y pista del aeropuerto están equipadas para la operación de aviones de gran porte, incluidos el Boeing 747 y el Airbus 380
Las instalaciones, hangares, y principalmente la pista, es compartido con la VI Brigada Aérea.

## Geografía

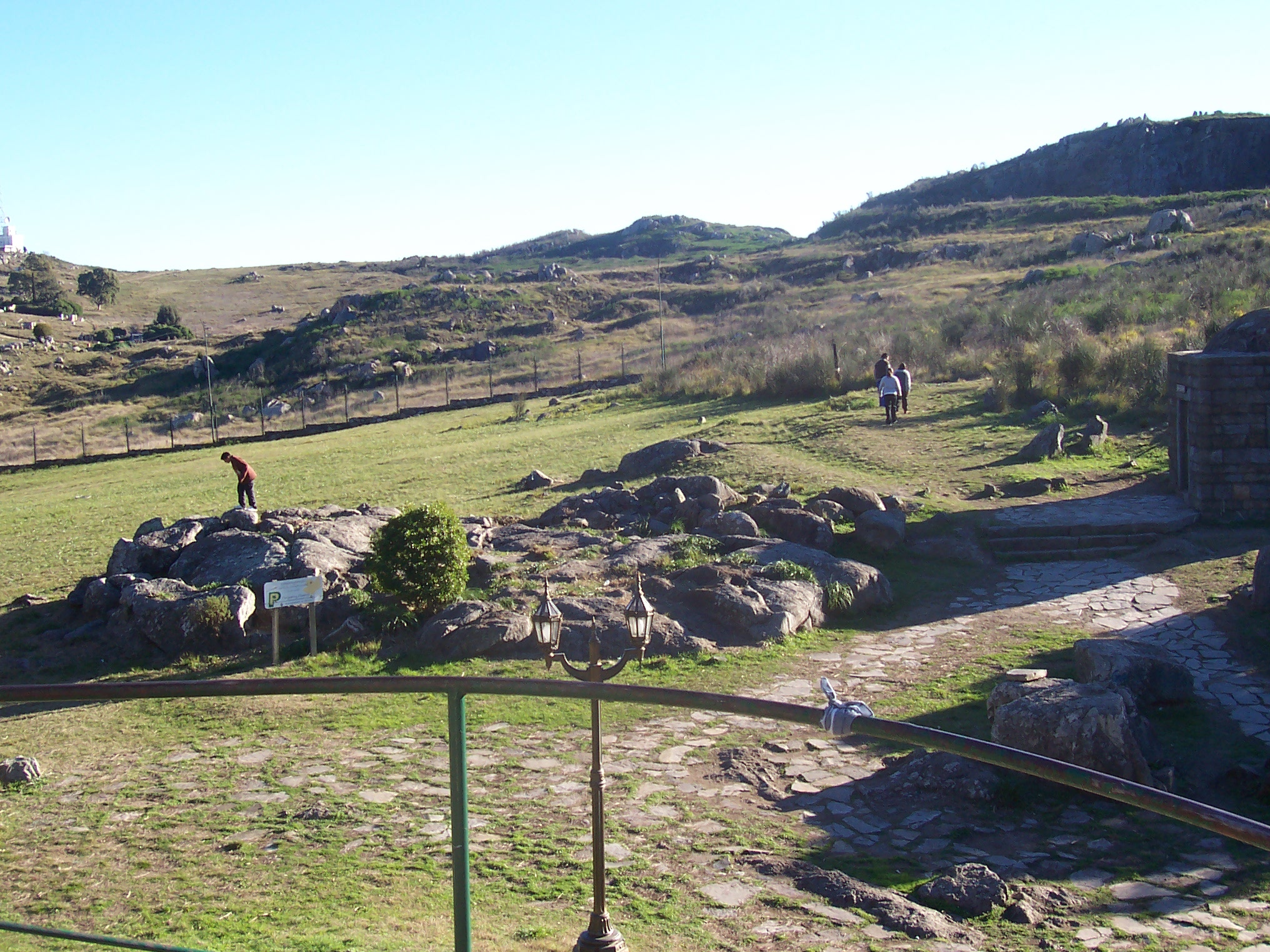
Vista del sistema serrano de Tandilia.

La ciudad de Tandil se halla a 390 km de la Ciudad Autónoma de Buenos Aires, a 350 km de la ciudad de La Plata (capital de la provincia de Buenos Aires), a 370 km de Bahía Blanca y a 172 km de la ciudad de Mar del Plata.
Se encuentra en las coordenadas: 37°19′08″S 59°08′05″O / -37.31889, -59.13472, y a 180 m s. n. m. El Partido de Tandil está emplazado en la pampa húmeda y, más precisamente, en el sistema serrano de Tandilia, que lo atraviesa a manera de columna vertebral en sentido NO-SE. Este sistema orográfico se halla caracterizado por un conjunto de serranías bajas y de formas romas en el centro y norte del partido, mientras que cambian a formas de mesas o «tabulares» a medida que se recorre el Partido hacia el oeste y sur. Esta conformación ocupa el 50 % de su extensión.
La ciudad se extiende en una mancha urbana de forma irregular, cuya superficie aproximada es de 50 km², y cuyo soporte se caracteriza por ser una encrucijada de valles que descienden desde las Sierras de Tandil hacia la llanura norte, continuándose hacia la depresión del Río Salado.
Aun cuando Tandil pareciera estar en un valle; en realidad está en una zona de interfluvio formada por una lomada al pie y al norte del Cerro Independencia, y cuya altura es relativamente baja. El Partido de Tandil, del cual es cabecera, limita al norte con los partidos de Rauch y Azul,  al este con los de Ayacucho y Balcarce, al sur con los partidos de Lobería, Necochea y Benito Juárez, y al oeste con los partidos de Azul y Benito Juárez.

### Flora y fauna
Tandil pertenece a la región geográfica de la pampa húmeda cuya vegetación es la estepa o pseudoestepa de gramíneas propias del pastizal pampeano.La flora de Tandil se divide en dos ambientes: la sierra y la llanura. El primero, la sierra posee una mayor diversidad de especies y es más variada que el segundo, la sierra; se destacan la petunia salvaje, las arvejillas, la carqueja, la malva rubia y la retama sphaerocarpa, entre otras. El segundo, la llanura se refiere a los campos donde los pastos son más duros, destacándose la cebadilla criolla; en su gran mayoría, los de llanura están afectados a la agricultura.
La fauna es abundante y se pueden encontrar aves, como la cigüeña y el jilguero, mamíferos, como la liebre, y diversos tipos de reptiles, como las serpientes yarará y los lagartos overos, entre otros.

## Clima
Según la clasificación climática de Köppen, el clima de Tandil es templado oceánico (Cfb) con una temperatura promedio anual de 13,7 °C y precipitaciones de 889 mm/año. Durante el verano, las mañanas suelen ser frescas, a veces con menos de 10 °C, pero sus tardes son muy calurosas con máximas sobrepasando los 30 °C. La niebla es muy frecuente en otoño e invierno, abundando en esta última las heladas. En los últimos años se ha frecuentado la caída de nieve en la región, con temperaturas extremas en invierno, decayendo a menos de -10 °C en julio de 2012. Durante el año se registran varios días con mínimas inferiores a -7 °C.
Las lluvias se dan en cualquier época del año, siendo más frecuentes en verano. Estudios recientes han comprobado que parte de los ingresos de aire polar que llegan a esta región se trasladan desde el océano Pacífico. Este viento empieza siendo frío y húmedo, y causa precipitaciones al oeste de Los Andes; pero descender hacia el este sufren un calentamiento y estas masas de aire frío y ahora seco llegan a la provincia de Buenos Aires con temperaturas superiores a las de origen.
La acción moderadora del mar se manifiesta restando cierta rigurosidad al invierno. La confluencia del relieve, por su escasa altura, es pequeña y esto aumenta la frecuencia de las nieblas, por el rápido enfriamiento de las rocas desnudas. En general, el clima es moderado, sin situaciones extremas. La temperatura promedio anual es de 13,7 °C, con máximas promedio de 20, con mayores registros en el mes de enero; y mínimas promedio de 7,4 °C, siendo los meses más fríos: junio, julio y agosto. La humedad relativa media anual es de 77.0 %, desde un máximo de 85 % en los meses de junio y julio hasta mínimos de 67 % en diciembre y enero. Con respecto a la heliofanía se obtiene una media de 6,5 h/día y extremos que van desde 8,8 h/día en enero hasta 3,8 h/día en el mes de junio.
| Parámetros climáticos promedio de Tandil Aero, 1991-2020 | Parámetros climáticos promedio de Tandil Aero, 1991-2020 | Parámetros climáticos promedio de Tandil Aero, 1991-2020 | Parámetros climáticos promedio de Tandil Aero, 1991-2020 | Parámetros climáticos promedio de Tandil Aero, 1991-2020 | Parámetros climáticos promedio de Tandil Aero, 1991-2020 | Parámetros climáticos promedio de Tandil Aero, 1991-2020 | Parámetros climáticos promedio de Tandil Aero, 1991-2020 | Parámetros climáticos promedio de Tandil Aero, 1991-2020 | Parámetros climáticos promedio de Tandil Aero, 1991-2020 | Parámetros climáticos promedio de Tandil Aero, 1991-2020 | Parámetros climáticos promedio de Tandil Aero, 1991-2020 | Parámetros climáticos promedio de Tandil Aero, 1991-2020 | Parámetros climáticos promedio de Tandil Aero, 1991-2020 |
| Mes                                                      | Ene.                                                     | Feb.                                                     | Mar.                                                     | Abr.                                                     | May.                                                     | Jun.                                                     | Jul.                                                     | Ago.                                                     | Sep.                                                     | Oct.                                                     | Nov.                                                     | Dic.                                                     | Anual                                                    |
| -------------------------------------------------------- | -------------------------------------------------------- | -------------------------------------------------------- | -------------------------------------------------------- | -------------------------------------------------------- | -------------------------------------------------------- | -------------------------------------------------------- | -------------------------------------------------------- | -------------------------------------------------------- | -------------------------------------------------------- | -------------------------------------------------------- | -------------------------------------------------------- | -------------------------------------------------------- | -------------------------------------------------------- |
| Temp. máx. abs. (°C)                                     | 39.3                                                     | 37.0                                                     | 34.1                                                     | 32.5                                                     | 28.0                                                     | 22.3                                                     | 23.7                                                     | 31.2                                                     | 30.                                                      | 031.3                                                    | 34.2                                                     | 38.5                                                     | 39.3                                                     |
| Temp. máx. media (°C)                                    | 28.4                                                     | 26.9                                                     | 24.5                                                     | 20.5                                                     | 16.5                                                     | 13.3                                                     | 12.5                                                     | 15.0                                                     | 16.9                                                     | 19.9                                                     | 23.4                                                     | 27.0                                                     | 20.4                                                     |
| Temp. media (°C)                                         | 20.8                                                     | 19.6                                                     | 17.4                                                     | 13.5                                                     | 10.2                                                     | 7.2                                                      | 6.2                                                      | 8.2                                                      | 10.2                                                     | 13.3                                                     | 16.4                                                     | 19.5                                                     | 13.5                                                     |
| Temp. mín. media (°C)                                    | 13.3                                                     | 12.7                                                     | 11.0                                                     | 7.4                                                      | 4.8                                                      | 2.0                                                      | 1.1                                                      | 2.4                                                      | 3.9                                                      | 6.8                                                      | 9.3                                                      | 11.6                                                     | 7.2                                                      |
| Temp. mín. abs. (°C)                                     | 1.8                                                      | 1.2                                                      | 0.5                                                      | -4.6                                                     | -5.8                                                     | -9.9                                                     | -11.6                                                    | -8.5                                                     | -7.1                                                     | -3.9                                                     | -2.8                                                     | 0.5                                                      | -11.6                                                    |
| Precipitación total (mm)                                 | 108.8                                                    | 98.5                                                     | 91.6                                                     | 93.5                                                     | 56.0                                                     | 48.6                                                     | 41.1                                                     | 57.5                                                     | 58.7                                                     | 85.9                                                     | 98.4                                                     | 74.0                                                     | 912.6                                                    |
| Días de precipitaciones (≥ 0.1 mm)                       | 7.9                                                      | 7.1                                                      | 7.6                                                      | 7.3                                                      | 6.0                                                      | 5.4                                                      | 6.3                                                      | 5.4                                                      | 6.9                                                      | 8.7                                                      | 8.8                                                      | 7.2                                                      | 84.6                                                     |
| Horas de sol                                             | 254.2                                                    | 240.1                                                    | 220.1                                                    | 186.0                                                    | 142.6                                                    | 114.0                                                    | 127.1                                                    | 164.3                                                    | 159.0                                                    | 213.9                                                    | 231.0                                                    | 232.5                                                    | 2284.8                                                   |
| Humedad relativa (%)                                     | 67.0                                                     | 72.8                                                     | 76.9                                                     | 78.3                                                     | 81.6                                                     | 80.5                                                     | 80.2                                                     | 75.9                                                     | 74.4                                                     | 73.8                                                     | 69.7                                                     | 64.6                                                     | 74.6                                                     |
| Fuente: Servicio Meteorológico Nacional                  |                                                          |                                                          |                                                          |                                                          |                                                          |                                                          |                                                          |                                                          |                                                          |                                                          |                                                          |                                                          |                                                          |

## Economía

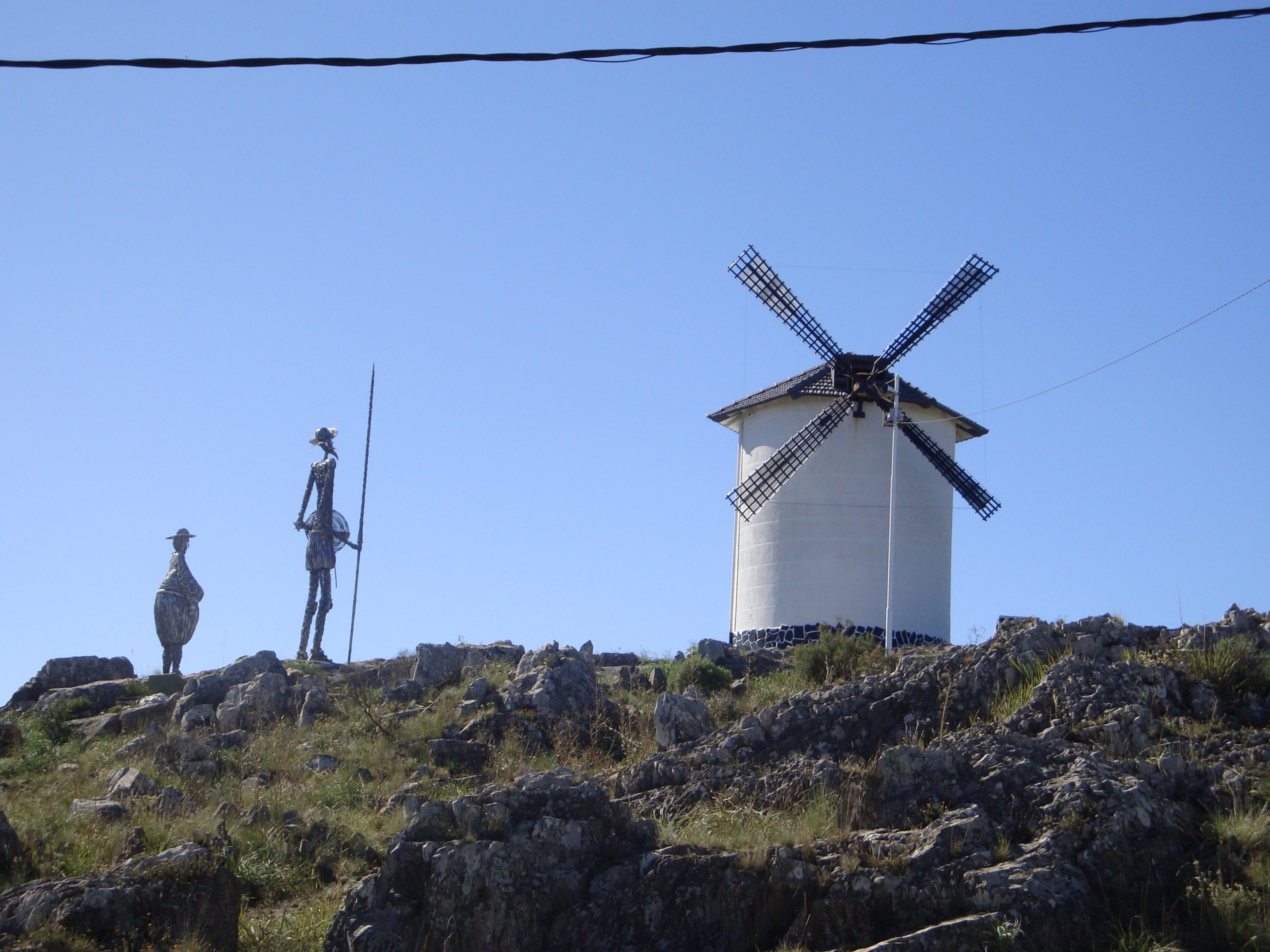
El turismo es una de las industrias más importantes de Tandil.

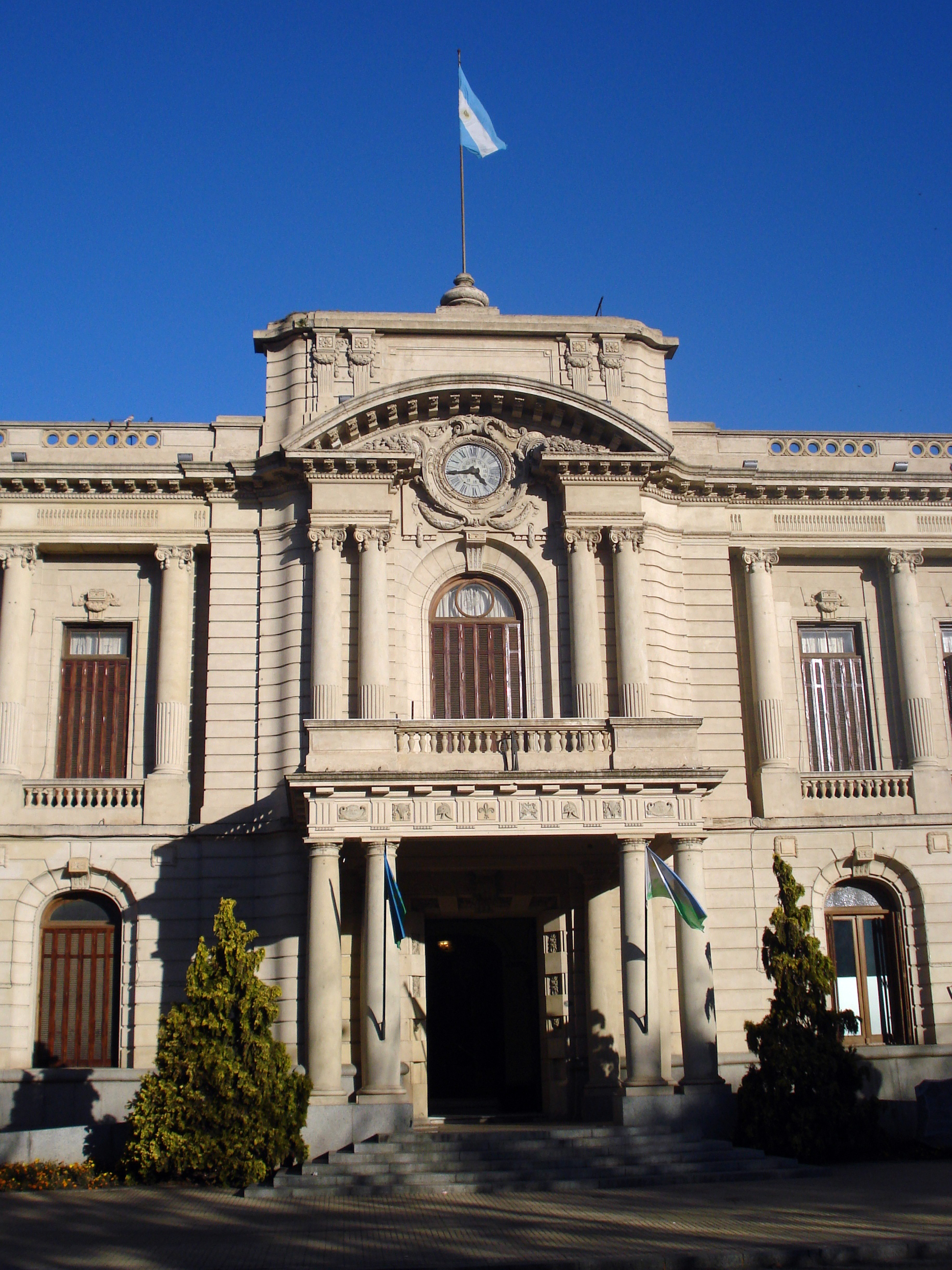
Palacio Municipal de Tandil.

La economía de la ciudad de Tandil se caracteriza por ser una de las más diversificadas del país, que va desde la agricultura y la ganadería, el comercio, la industria, el turismo, hasta la industria del conocimiento (producción de Software). La ciudad, además, cuenta con un importante mercado inmobiliario.
Mejorando a otras localidades y ciudades de la pampa húmeda debido a su ubicación en la subregión denominada "mar y sierras", la base de la economía de Tandil se ubica en la agricultura intensiva de trigo, soja (desde mediados de la década de 1970), maíz y girasol, y en menor grado avena, alpiste y lino. La ganadería en la zona tandilense es intensiva: vacuna (principalmente para ordeñe), ovina y porcina. De este modo existen más de ciento cincuenta tambos (lacticinios).
Tandil tiene una gran producción de productos artesanales regionales, como sus quesos, salames (que cuenta con denominación de origen), salamines y otros embutidos, que son los más destacados de la zona.

### Agricultura y ganadería
La importancia actual de Tandil como centro agropecuario de primer nivel se remonta prácticamente a los años fundacionales. Entre 1850-1860 se registró la llegada de los primeros colonos extranjeros que comenzaron el desarrollo de la agricultura. Otros vecinos e inmigrantes de diferentes nacionalidades se sumaron a esta actividad, a punto tal que hacia 1880 ya había en el partido más de 4.000 hectáreas cultivadas. El Partido del Chapaleofú, tal la primitiva denominación del pago, en sus tres décadas de existencia, se había convertido en un importante proveedor de ganado hacia distintos lugares de la provincia. Localidades como Azul, Bahía Blanca, Carmen de Patagones y aún la propia ciudad de Buenos Aires eran abastecidas de vacunos desde Tandil.

### Actividad comercial
Las actividades comerciales tuvieron gravitación desde mediados del siglo XIX. Se fueron instalando grandes almacenes de ramos generales de antaño como los del pueblo de Gardey y La Pampa Florida, este último con una vigencia hasta inicios de los años 1970.
El 2 de enero de 1872 Tandil tuvo la primera entidad bancaria oficial, al inaugurarse la sucursal del Banco de la Provincia de Buenos Aires. En 1892 se instaló la sucursal del Banco de la Nación Argentina. El 17 de noviembre de 1902 abrió sus puertas el Banco Comercial del Tandil, merced a la iniciativa de un grupo de comerciantes, industriales y productores, institución financiera que duró hasta 1995 se produjo el cierre con tal nombre, continuó con otros dueños con la denominación de Mercobank hasta el 2001 cuando el Banco Central de la República Argentina lo cerró, actualmente su edificio fue comprado por una empresa constructora que proyecta la construcción del primer centro comercial de la ciudad.
Otras bases de la economía tandilense son una pujante producción industrial de tipo metalmecánica, para el importante sector agrícola-ganadero.
También se explota la minería, con actividad de canteras en las sierras, aunque en la actualidad existen grupos ecologistas que están tratando de frenar esta actividad, para evitar el daño del paisaje natural.
La industria de la piedra cobró gran importancia tanto por los volúmenes de extracción como por la cantidad de personas que vinieron a vivir a Tandil a partir de la febril actividad de las canteras, desde fines del siglo XIX hasta bastante entrado el XX.
La llegada del ferrocarril a Tandil, en 1883, fue un factor decisivo para el comienzo del gran desarrollo de esta actividad. Importantes obras públicas como el empedrado de numerosas calles de Buenos Aires y la construcción del puerto de Buenos Aires y de Puerto Belgrano, la base militar en Bahía Blanca, son algunos ejemplos de realizaciones con piedra de las sierras locales.
Entre tres mil a cuatro mil quinientas personas se desempeñaron en las canteras de Tandil.
Actualmente hay muy pocos trabajadores en esa actividad pero la cantidad de extracción es importante, con motivo de los adelantos tecnológicos en la realización de las voladuras.
Actualmente, la ciudad es un epicentro comercial para toda la región, en especial, para los partidos limítrofes. Cuenta con dos importantes centros comerciales a cielo abierto: uno en el histórico centro de la ciudad, y otro en el barrio de Villa Italia, además de desarrollos más pequeños en la Avenida Brasil y la calle Darragueira. Cuenta con sucursales de los principales bancos, cadenas de supermercados e hipermercados, y cadenas de retail del país. 
En el centro de la ciudad, se está construyendo un importante Centro Comercial (Shopping) que contará con 70 locales comerciales, más de 10 locales gastronómicos, 4 salas de cines y 3 pisos de estacionamientos.

### Productos industriales y artesanales
La industria metalúrgica de Tandil está muy desarrollada. Cuenta con docenas de establecimientos industriales donde se elabora desde maquinaria agrícola hasta autopartes.
La industria láctea fue siempre importante y ya en el siglo pasado se registraron significativas cifras de producción. La primera cremería se instaló en 1897 con el nacimiento de la firma de productos lácteos La Tandilera. Sus instalaciones fueron adquiridas por La Serenísima aunque no para fabricación sino para depósito. De todos modos, en la actualidad existe un renacer muy importante de la industria láctea, a partir de la importancia que ha adquirido la Cuenca Lechera Mar y Sierras, tanto en cantidad como en calidad.
La industria del cuero, chacinados, de la lana, indumentaria de todo tipo y las fábricas de cuchillos han dado y siguen dando vida plena a las actividades industriales tandilenses. Tandil cuenta con el primer monumento al salame en el mundo. Dicho salame, hecho de hierro, partió en gira por todo el país, antes de su instalación definitiva, para promocionar la producción local de embutidos.
En la Diagonal Arturo Illia del Parque Independencia se realiza desde hace unos años la Feria de Artesanos, en donde se puede comprar artesanías de todo el país y la Feria de Sabores en donde los fabricantes locales de productos alimenticios exponen y comercializan sus productos.
Industria del Conocimiento
La ciudad de Tandil es un importante epicentro para las empresas nacionales e internacionales de producción de Software, empresas tecnológicas y biotecnológicas en general. Esto se debe, por sobre todo, a la calidad de los graduados de la Facultad de Ciencias Exactas de la UNICEN, donde se dictan una variedad de carreras de grado y posgrados muy importantes, relacionados con la industria de la tecnología y la computación. 
Cuenta con un importante consorcio que nuclea más de 60 empresas tecnológicas, conocida como la Cámara de Empresas del Polo Informático de Tandil (CEPIT), en asociación con el Municipio de Tandil y la UNICEN. Entre las empresas se destacan Globant, Grupo ASSA, Dokko, Software del Centro, Spark Digital, Tivit, REDIMEC, Q4 Tech, Technysis, entre otras. 
Se calcula que la industria emplea alrededor de 3300 personas entre empleos directos e indirectos en la ciudad, con importante fuentes de ingresos. 
También, existe un importante consorcio de empresas dedicadas a la biotecnología, nucleadas en el Consorcio Biotecnológico de Tandil. Entre las empresas, se destacan: Biotécnicas Argentina S.A., Genética Pampeana S.A., Inbio-Highway, Apilab S.R.L., Laboratorio Biológico de Tandil S.R.L., entre otras.

## Turismo

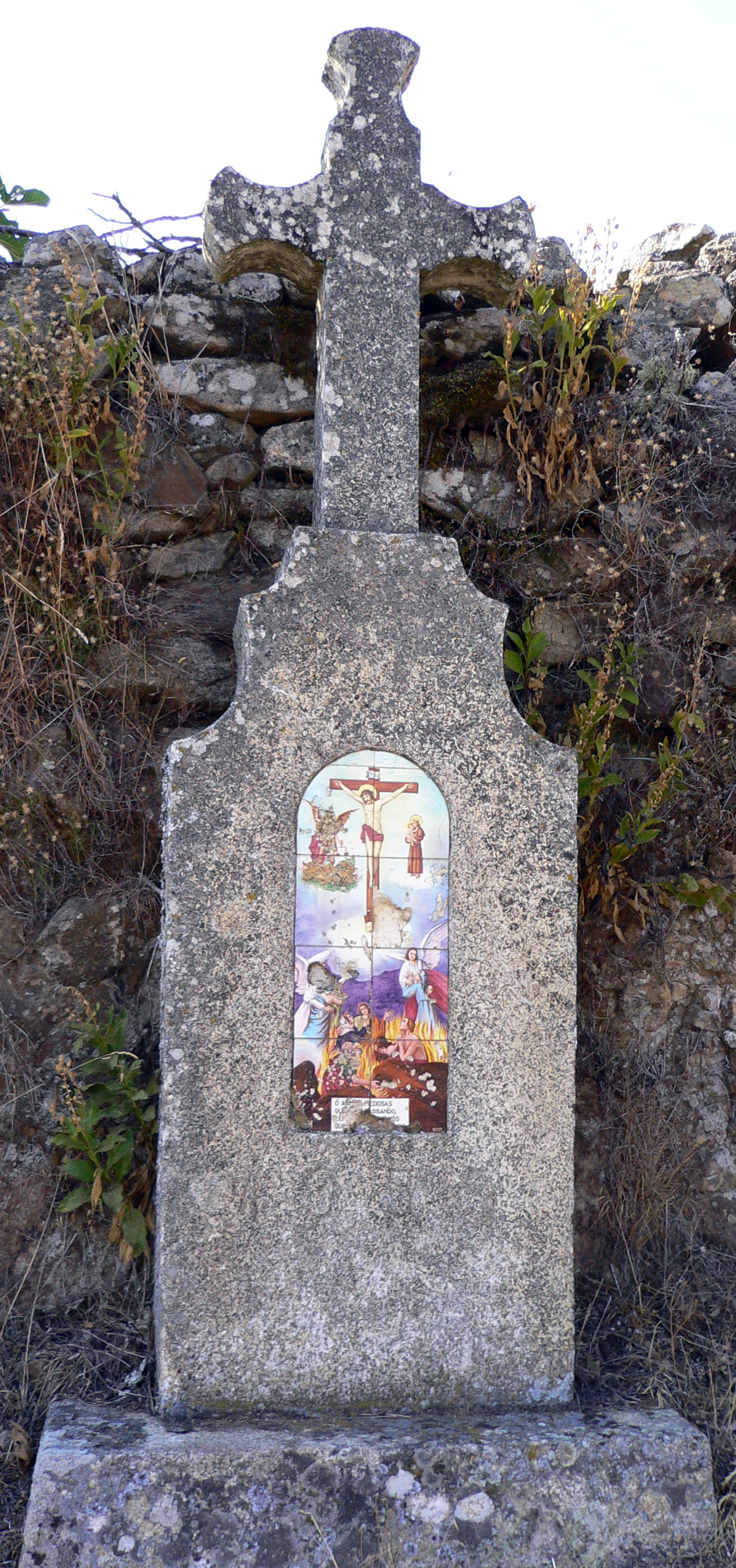
Segunda Estación del Vía Crucis, hacia 1943 se incentivó el turismo con la construcción del Calvario de Tandil.

El 10 de enero de 1943 se inauguró el Monumento al Calvario, Vía Crucis y Escala Santa. Estas nuevas obras incluían la Gran Cruz, La Piedad y el Descendimiento. Entre cientos de eucaliptos, olivos y pinos se alzan estas esculturas originales de los artistas: José Fioravanti, Carlos de la Cárcova, Horacio Cerantonio, Santiago Berna, Pedro Tenti, Roberto J. Capurro, César Sfoza, Ernesto Soto Avendaño y Ricardo Musso. Se inauguró así una expresión de lo más representativo de la escultura argentina. En enero de 1947 abrió sus puertas la capilla de Santa Gemma, mientras en 1960 hacía lo propio una reproducción de la gruta de la Virgen de Lourdes.
Las escenas de la redención tuvieron su origen en 1948, a través de una iniciativa del Ministerio de la Dirección de Turismo de la Provincia de Buenos Aires representada por Ricardo Seritti. Fue creciendo constantemente hasta alcanzar su estado actual. Fueron pioneros Monseñor Dr. Luis J. Actis y los directores teatrales Enrique Ferrarese y Jorge Lester.
Una de las mayores curiosidades para los visitantes es la longitud de las calles, que en el centro de la ciudad son más largas. Esto se debe a que en un principio se usó la «vara» para medir longitudes. La vara es una medida antigua que equivale a 83,5905 centímetros. Las primeras cuadras de Tandil medían 150 varas, lo que equivale aproximadamente a 130 m. Esto implicó también que los terrenos tengan 6,6 m de frente (10 varas). Luego, con el correr del tiempo se adoptaron las nuevas medidas, por eso las nuevas manzanas no fueron de más de 100 varas.
Bajo la ciudad de Tandil existen una serie de túneles que los antiguos habitantes habían construido para escapar del acecho de los malones. Estos túneles tienen aproximadamente 150 años de antigüedad.
En 1946 comenzó a funcionar en Tandil el Destacamento Aeronáutico Militar. En ese mismo año se creó el Colegio de Escribanos, un año después se inauguró la Compañía de Seguros El Centinela y en 1948 la Clínica Modelo y también el Círculo Odontológico.
En la actualidad, Tandil dejó de ser un destino turístico estacional o de Semana Santa, para pasar a ser un destino de todo el año, con un marcado fuerte en los fines de semana largos, en especial, los feriados puente. La ciudad es muy elegida tanto en estaciones intermedias, como en verano e invierno. 
La oferta de restaurantes, cafés, bares, fast food y cervecerías se ha visto ampliada considerablemente en los últimos años. Contando con una variada propuesta de comida regional, internacional y de distintos países y sabores. Las principales cadenas de cervecerías decidieron abrir en Tandil, dado el marcado movimiento turístico, además del gran público joven con el que cuenta la ciudad. Sin embargo, los preferidos de los turistas siguen siendo los restaurantes de picadas y comida regional.
Hotelería
En el rubro de la hotelería, Tandil siempre se distinguió por la cantidad y calidad de sus establecimientos. 
El Hotel de la Piedra Movediza fue el primero en ser fundado, en el año 1865. 
Entre los últimos años del siglo XIX y primeros del siglo XX, se gestaron y trabajaron exitosamente hoteles como el Pasajero, Francia, Maritorena, Manantial, Laberinto, Sierras, Edén, Ramírez, Kaikú, Argentino, etc.
El Palace Hotel, durante poco más de medio siglo, fue el lugar distinguido de Tandil. Se inauguró el 20 de diciembre de 1919 y lo hizo construir la familia Santamarina. Las obras se iniciaron en 1913. En el año 1971, el Palace fue comprado por la Universidad de Tandil, en ese entonces una institución privada, que actualmente es la sede del Rectorado de la Universidad Nacional del Centro de la Provincia de Buenos Aires. Desde la década de 1990 se produjo un fuerte crecimiento vinculado al turismo.

### Sitios de interés turísticos
Los mayores destinos de turismo de Tandil son: el cerro Centinela, el Parque Independencia, el Calvario, la Piedra Movediza, el Lago del Fuerte, así como también el circuito comercial de la ciudad.
- Cerro El Centinela

Este cerro, ubicado a 4 km del centro de la ciudad se eleva 295 msn y debe su nombre a una curiosa formación rocosa que lo corona. El cerro recibe la denominación de El Centinela por una piedra granítica de siete metros de altura, de aspecto singular, ubicada en posición vertical sobre una base pequeña. Su historia geológica se originó al formarse el sistema de Tandilia, hace algo más de 2300 millones de años, cuando el basamento cristalino o cordón serrano en su paso de líquido a sólido fue dejando gotas libres, algunas de ellas de enormes tamaños -tal el caso de La Movediza- y otras de menor importancia, que con el devenir del tiempo y las constantes mutaciones orográficas, conformaron su actual forma, de 72 toneladas de peso y 7,50 m de alto.

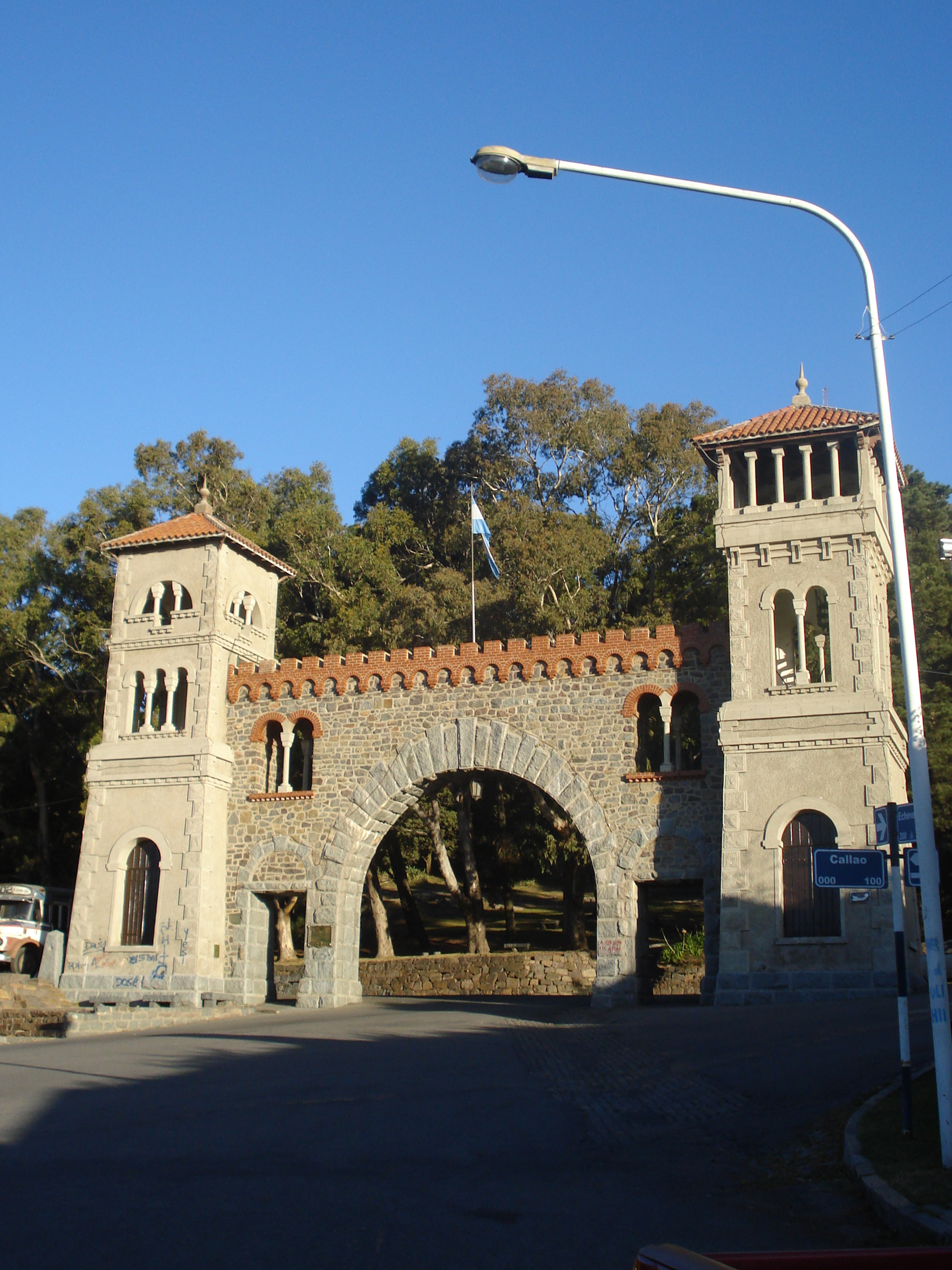
Portada de granito de estilo románico renacentista, donación de la colectividad italiana a la ciudad en 1923, la cual da el acceso al Parque Independencia.

Es el lugar que sirve de ambiente a una leyenda en que una joven de piel blanca desaparecía cuando era observada. La leyenda cuenta que fue capturada por unos soldados que aprovecharon un descuido, pero la muchacha logró zafarse de sus captores y se arrojó a un pozo profundo con agua para despistarlos, desapareciendo en el mismo.
El complejo también cuenta con modernas aerosillas con un recorrido de 630 metros y una altura máxima de torre de 14 m. En el trayecto se puede visualizar el valle, la ciudad de Tandil, enmarcado por los cerros Granito, que sirve de apoyo al monte Calvario, y el Parque Independencia, máximo monumento recordatorio de la fundación de la ciudad. Sobre la otra margen se aprecia el pinar que sirve de marco a la obra de Montecristo.
- Parque Independencia

Se encuentra ubicado a mil metros del lugar donde se emplazó al Fuerte Independencia, tiene una altura de 280 metros sobre el nivel del mar.
Su entrada es una portada de granito en estilo románico renacentista, donada en 1923, en conmemoración del centenario de la ciudad, por la colectividad italiana.
En la cima del mismo se encuentra el Castillo Morisco, donación de la colectividad española a la ciudad efectuada -también en 1923 y por el mismo motivo-. Se puede llegar por medio de una escalera de piedra granito en medio de los árboles o en auto por camino de cornisa pavimentado. Se encuentra ubicada también la estatua ecuestre del general Martín Rodríguez, realizada por el escultor Arturo Dresco, y dos antiguos cañones originales del Fuerte.
Está ornamentado por coníferas plantadas y jardines de estilo italiano brindando varios miradores naturales, además posee un camino que lo une al Lago del Fuerte rodeado por un paisaje sin alterar.
En una de sus laderas se sitúa el Anfiteatro «Martín Fierro», con capacidad para 2500 personas donde se desarrollan anualmente las Escenas de la Redención.
- Lago del Fuerte

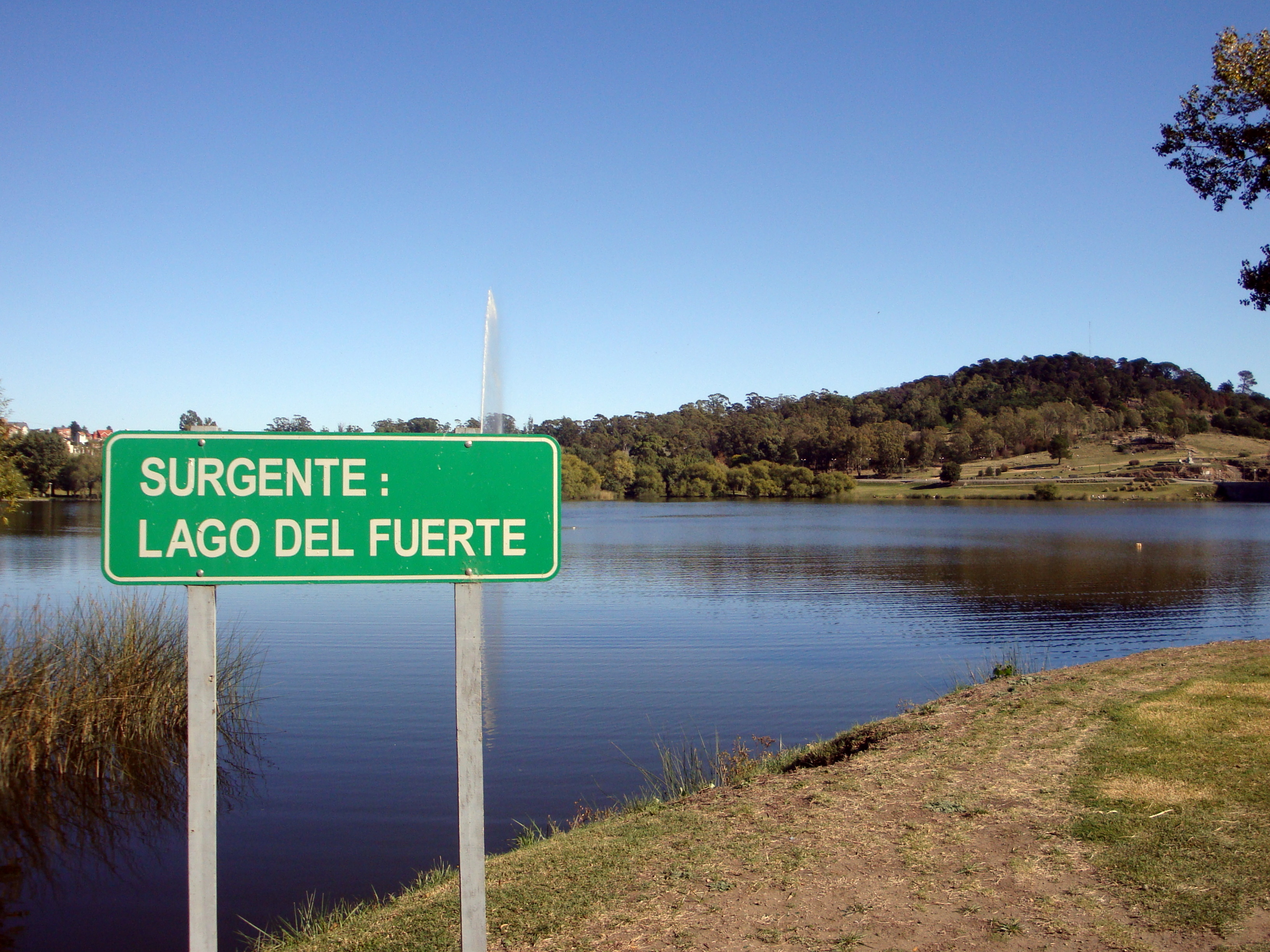
Lago del Fuerte.

Es un embalse de hormigón armado que forma un lago de diecinueve hectáreas, el cual contiene a las aguas del arroyo del fuerte. Se inauguró en el año 1960 para contrarrestar las graves inundaciones que afectaban a la ciudad.
El lugar es explotado turísticamente ofreciendo actividades náuticas y pesca deportiva, además de ofrecer espacios de esparcimiento y descanso.
- Parque Litico La Movediza

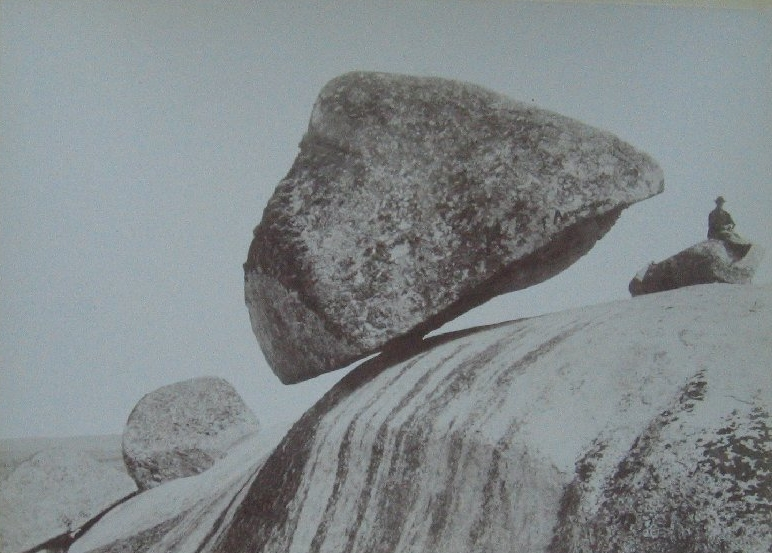
La Piedra Movediza antes de su caída en 1912.

A inicios del siglo XX Tandil era una ciudad próspera que atraía a los turistas de la ciudad de Buenos Aires y otras zonas del país (e incluso del extranjero) por los paisajes de sus sierras, en especial por una geoforma oscilante: la Piedra Movediza (descubierta en el año 1833), la cual era casi cónica apoyada solo por un pequeño saliente en un cerro al borde de un precipicio. Fue una roca de aproximadamente 300 toneladas. La particularidad de dicha mole de granito fue que logró mantenerse en equilibrio al borde de un cerro hasta el día de su caída definitiva, el jueves 29 de febrero de 1912. La piedra original se encuentra en la base del cerro, partida en tres grandes pedazos.
La causa de la caída de la Piedra Movediza se debió muy probablemente por acción humana ya que era común que se pusieran objetos en su base basculatoria e incluso se hicieran estallar petardos en la base y en sus inmediaciones o quizás debido a una huelga de obreros de canteras ya que su forma de protesta era hacer estallar dinamita y explosivos, por tanto y por efectos de la vibración del suelo es de suponer que esta razón pudo haber provocado la caída de la piedra.[cita requerida]
Una réplica de la Piedra Movediza, aquella piedra mágica que es el símbolo del Municipio de Tandil, y que representa el sueño de muchos tandilenses, fue colocada el 17 de mayo de 2007, en lo alto del cerro del Parque Lítico La Movediza.
- Camino Misterioso

Este misterioso camino no es muy conocido pero es algo enigmático. Claramente se llega a esta calle a lo largo de las sierras, se cree que se trata de una bajada como cualquier otra pero en realidad se está subiendo. Si bien la creencia popular atribuye el fenómeno al magnetismo, en realidad es simplemente una ilusión óptica: es el contraste de las sierras con el camino lo que hace que los ojos vean una bajada en vez de una subida.
El camino misterioso se ubica geográficamente en las coordenadas -37.341127,-59.088271.
- Cristo de las Sierras

El 12 de octubre de 2014 quedó inaugurado en Villa Don Bosco la obra de Fernando Pavolini.
Este nuevo monumento se emplaza en un cerro que se encuentra a escasos metros del casco urbano con la consiguiente posibilidad de llegar con mucha facilidad al mismo.
Este paseo forma parte de los atractivos del turismo religioso que ofrece Tandil (Procesión del Santo Entierro, escenas de la Redención llevadas a cabo en el Anfiteatro Municipal, Vía Crucis del Monte Calvario) especialmente para los visitantes de Semana Santa.
Video de la construcción de este nuevo atractivo
- Parque del origen

Es un parque temático de 6 hectáreas ubicada entre las calles Larrea y Tacuarí. Inaugurado en el 2017 tiene 4 réplicas de metal de dinosaurios a escala real. También hay juegos para la recreación y un dique que contiene las aguas del ramal H del sistema hidrológico de Tandil.

## Cultura

### Religión

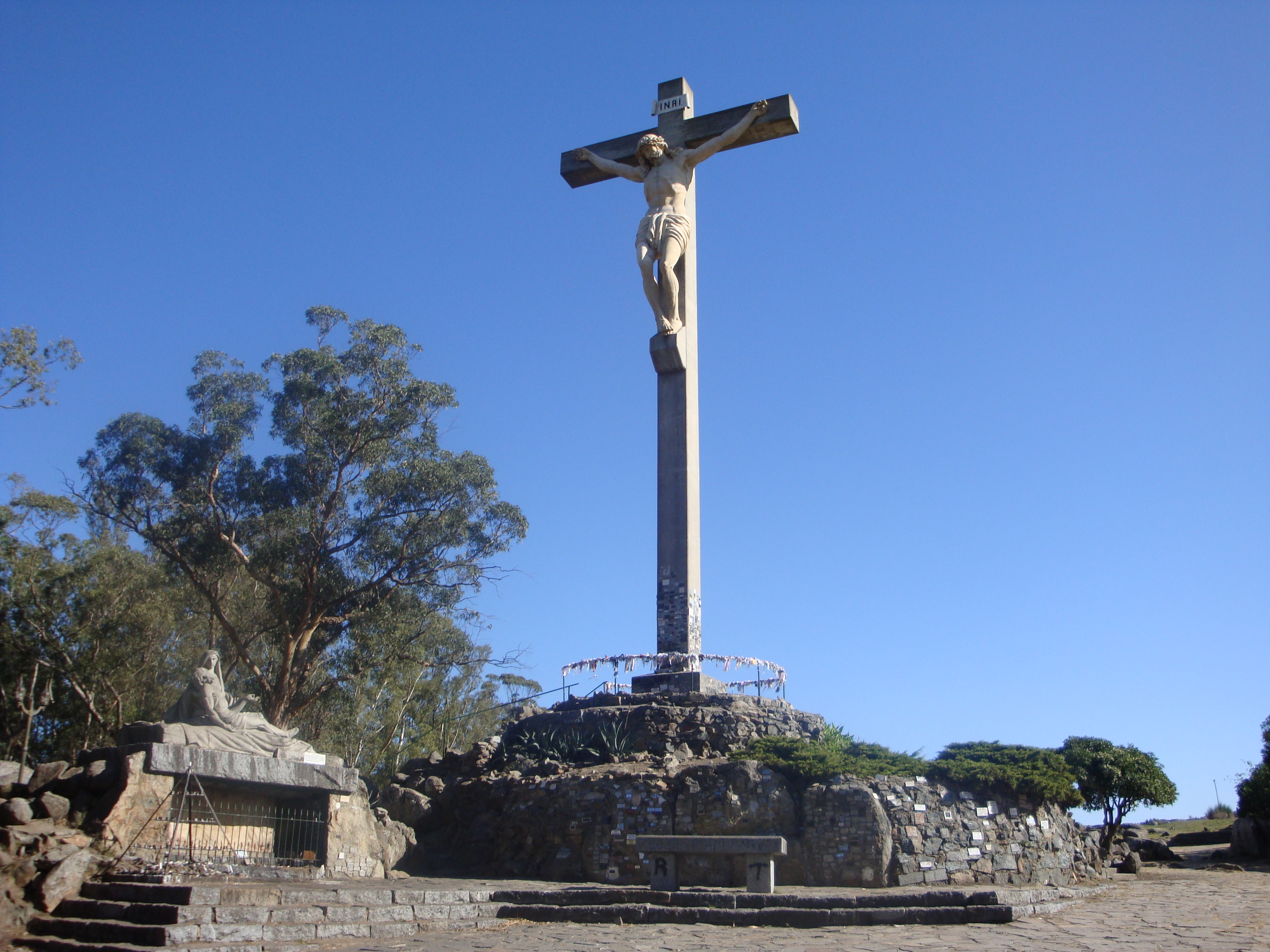
Crucifixión de Jesús, El Calvario, Tandil.

La Semana Santa en Tandil atrae a creyentes católicos de todo el país, ya que se realizan actividades religiosas relacionadas con la más importante festividad de la cristiandad. Estas tienen su centro en el Monte Calvario, donde se realiza el vía crucis. El Jueves Santo se realiza el denominado vía crucis de la juventud, el Viernes Santo parte desde allí una procesión que termina en la Parroquia del Santísimo Sacramento y por la noche vía crucis con antorchas.
Desde el año 1948 se realizan las Escenas de la Redención. Inicialmente se efectuaban en la plaza Independencia y luego de la construcción del anfiteatro Martín Fierro, se dramatizan en el mismo, habiéndose adaptado la escenografía natural del cerro para las distintas escenas de la Pasión de Cristo. El espectáculo teatral nocturno dramatiza sus últimos días en esta tierra
La puesta en escena requiere el trabajo de más de doscientos actores que realizan su labor sobre un escenario montado en una ladera del Parque Independencia. La escenografía incluye representaciones de templos, sepulcros y aún calles montados sobre las rocas y la arboleda del lugar. El espectáculo culmina con la representación de la crucifixión y ascensión de Jesús a los cielos.

### Museos
Tandil cuenta con varios museos; los más importantes son el Museo Tradicionalista del Fuerte, inaugurado en 1963, que alberga una importante colección de objetos históricos, entre ellos herramientas y armas utilizadas por la población local primitiva, documentos pertenecientes a personajes históricos como José de San Martín, Eustoquio Díaz Vélez y Domingo Faustino Sarmiento, entre otros; y el Museo Municipal de Bellas Artes, inaugurado el 6 de enero de 19, que alberga 700 obras de artistas nacionales como   Prilidiano Pueyrredón y Carlos Pellegrini y también obras de artistas extranjeros como Joaquín Sorolla y Camille Corot.

En marzo de 2002 se inauguró el Museo de Arte Religioso, en la Parroquia de Santísimo Sacramento, con objetos de fines del siglo XIX y principios del siglo XX. En 2005 abrió sus puertas el Museo de Ciencias Naturales (Mucinat).

## Educación

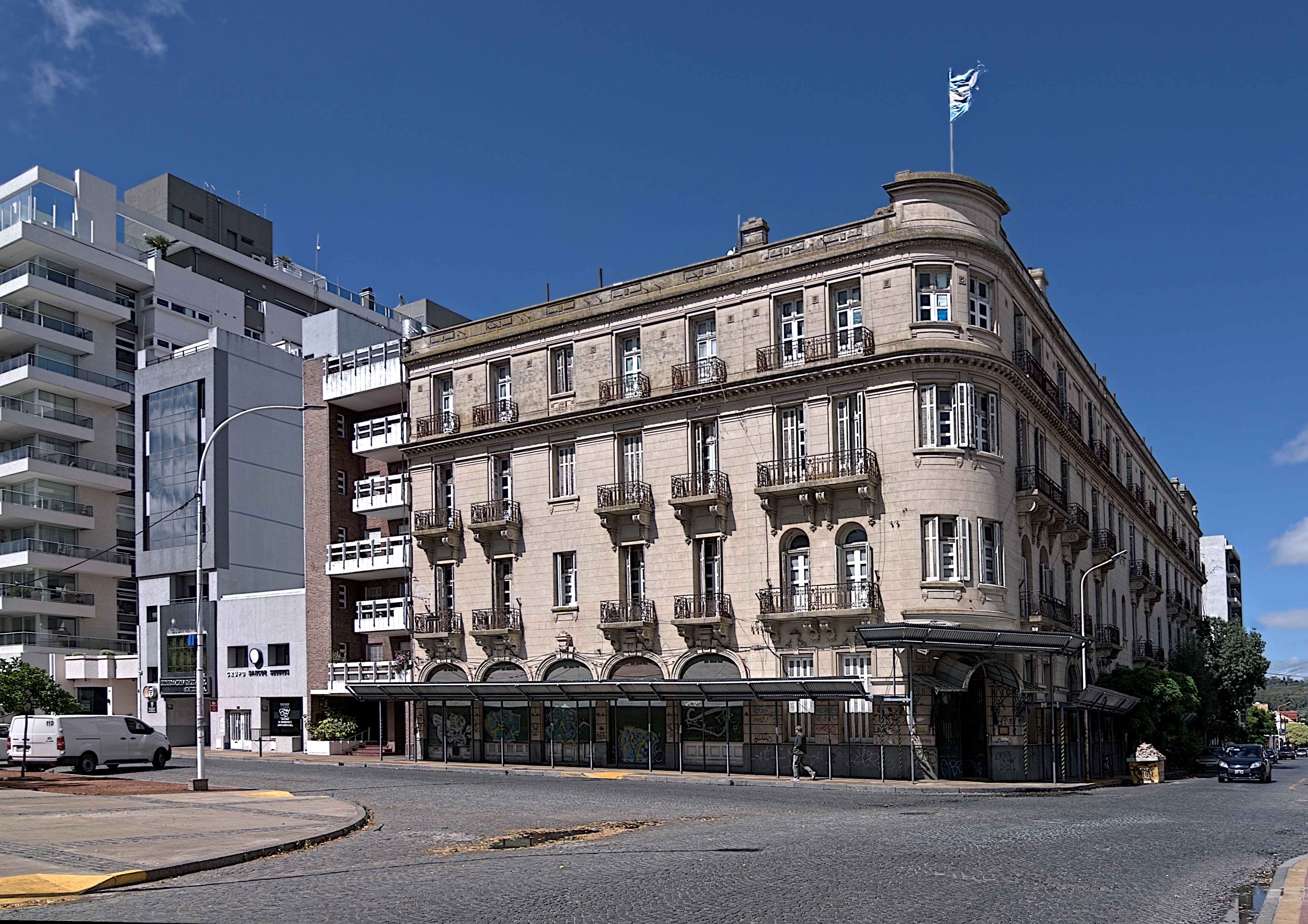
Rectorado de la Universidad Nacional del Centro de la Provincia de Buenos Aires.

La ciudad de Tandil posee una variada oferta educativa de nivel superior: tres universidades, una pública y dos privadas, y varios institutos de nivel terciario, además de muchos establecimientos de educación inicial, primaria y secundaria.
La primera escuela de Tandil se creó el 18 de junio de 1855, con la asistencia de veinte alumnos. Como las necesidades educativas de la sociedad de Tandil crecían se fundaron dos establecimientos educacionales privados, que aún perduran en la actualidad: el Colegio de la Sagrada Familia creado en 1896 y el Colegio San José inaugurado en 1908.
En el plano cultural, la necesidad de dotar a Tandil de una biblioteca popular llevó a un grupo de vecinos en 1908 a fundar la Asociación Bernardino Rivadavia, que tuvo como principal misión la de ofrecer una biblioteca pública a esta creciente ciudad.
La ciudad en la actualidad cuenta con una importante oferta de escuelas públicas de todos los niveles. También, cuenta con una variada oferta de colegios privados, laicos, religiosos, bilingües y con distintas orientaciones. 
Hacia 1965 un grupo de estudiantes encabezados por el Dr. Osvaldo Marcelino Zarini realizaron gestiones para que Tandil contara con universidad autónoma. Ese ambiciosos plan cristalizó el 30 de mayo de 1965, cuando se inauguró el Instituto Universitario, institución privada que se convirtió al poco tiempo en la Universidad de Tandil y desde 1975 es la Universidad Nacional del Centro de la Provincia de Buenos Aires, UNICEN, que cuenta con sedes en las ciudades de Tandil, Olavarría, Azul y Quequén. La Universidad ofrece una variada oferta de carreras y desarrolla tareas de investigación. El rectorado de la UNICEN funciona en el edificio de Pinto 399. 
En Tandil, además de las oficinas del Rectorado, tienen sede las siguientes Facultades de la UNICEN: Facultad de Arte, Facultad de Ciencias Económicas, Facultad de Ciencias Exactas, Facultad de Ciencias Humanas y Facultad de Ciencias Veterinarias. Lo que implica una oferta académica de más de 100 carreras de grado y posgrado dictadas en la ciudad. 
Mientras la Facultad de Arte funciona en el edificio de 9 de Julio 430, en el centro de la ciudad, las otras Facultades funcionan todas en el Campus Universitario que tiene la Universidad en las afueras de Tandil.
Pero además, en la ciudad funcionan dos importantes universidades privadas: Universidad FASTA, con las carreras de Abogacía y Martillero Público, y la Universidad Siglo 21, con una variada oferta de Abogacía, Contador Público, licenciado en Administración de Empresas, licenciado en RRHH, Escribanía y Marketing, entre otras. 
Además hay dos institutos de nivel terciario de formación docente: el ISFD nº10 y la Escuela Normal, un instituto superior de formación técnica y uno dedicado al turismo.
También, la ciudad cuenta con Institutos Terciarios con variadas carreras: el Instituto de Profesorado de Arte (IPAT) con carreras orientadas al arte y el diseño gráfico, Instituto Nº75 con carreras de Administración, Paisajismo, Diseño Industrial y RRHH; Instituto Agrotecnológico Tandil, orientado a carreras agrarias; Instituto AMEMT, orientado a las carreras de salud. 
En el ámbito de la música, Tandil cuenta con el Conservatorio Provincial Isaías Orbe, donde se dictan las principales carreras e instrumentos relacionados con la música. 

### Parque científico tecnológico
El Parque Científico Tecnológico de Tandil (PCT), creado en 2003, es actualmente uno de los parques tecnológicos de Argentina y se encuentra orientado a los sectores informático, agropecuario, industrial y físico. El PCT depende de la Universidad Nacional del Centro y cuenta con la presencia de más de cincuenta empresas y diez grupos de investigación asociados.
La ciudad cuenta con aproximadamente unas 60 empresas y oficinas de grandes empresas tecnológicas y biotecnológicas, entre las que se destaca Globant, Spark Digital, Grupo Assa, Q4 Tech, Software del Centro, Technisys, entre otras. La gran parte de estas empresas se encuentran nucleadas en la Cámara de Empresas del Polo Informático de Tandil (CEPIT). En los últimos años, se destacan la construcción de las torres de oficinas de Spark Digital, inaugurada en el año 2021, y la torre de Globant, próxima a inaugurarse.

## Medios de comunicación
Tandil cuenta con tres radios AM: Radio Tandil, Radio de la Sierra y la AM 1560, varias radios FM, tres diarios: dos matutinos (El Eco de Tandil y La Voz de Tandil) y uno vespertino (Nueva Era).
El servicio de televisión por cable es provisto por Cablevisión, que emite Eco TV (administrado por Multimedios El Eco), el canal local.
Repetidoras de Canal 8 y 10 de Mar del Plata.
Las emisoras marplatenses Canal 8 (actualmente Telefe Mar del Plata) y 10, tienen repetidoras en Tandil, en las señales 6 y 13.

### Diarios
- El Eco de Tandil (matutino y en línea)
- La Voz de Tandil (matutino y en línea)
- Nueva Era (vespertino y en línea)
- Política Tandil (en línea)
- La Opinión de Tandil (en línea)
- ABCHoy (en línea)
- El Diario de Tandil (en línea)
- Deporte Tandilense (en línea)

### Televisión
- Cable: el servicio es provisto por Cablevisión, que emite Eco TV (administrado por Multimedios El Eco), el canal local, las repetidoras de los canales 8 y 10 de Mar del Plata, la de Televisión Publica y dos canales abiertos locales (Canal 4 y Canal 11 TV Nueva).[69][70]

- Satelital: servicio provisto por TDA que cuenta con 18 canales algunos en HD sin costo alguno.[71]

El servicio provisto por DirecTV, ofrece más de 150 canales digitales (incluidos los canales locales de la Ciudad Autónoma de Buenos Aires), además de diversos paquetes de cine y deportes, algunos de los cuales pueden ser vistos exclusivamente por esta plataforma.

## Deportes

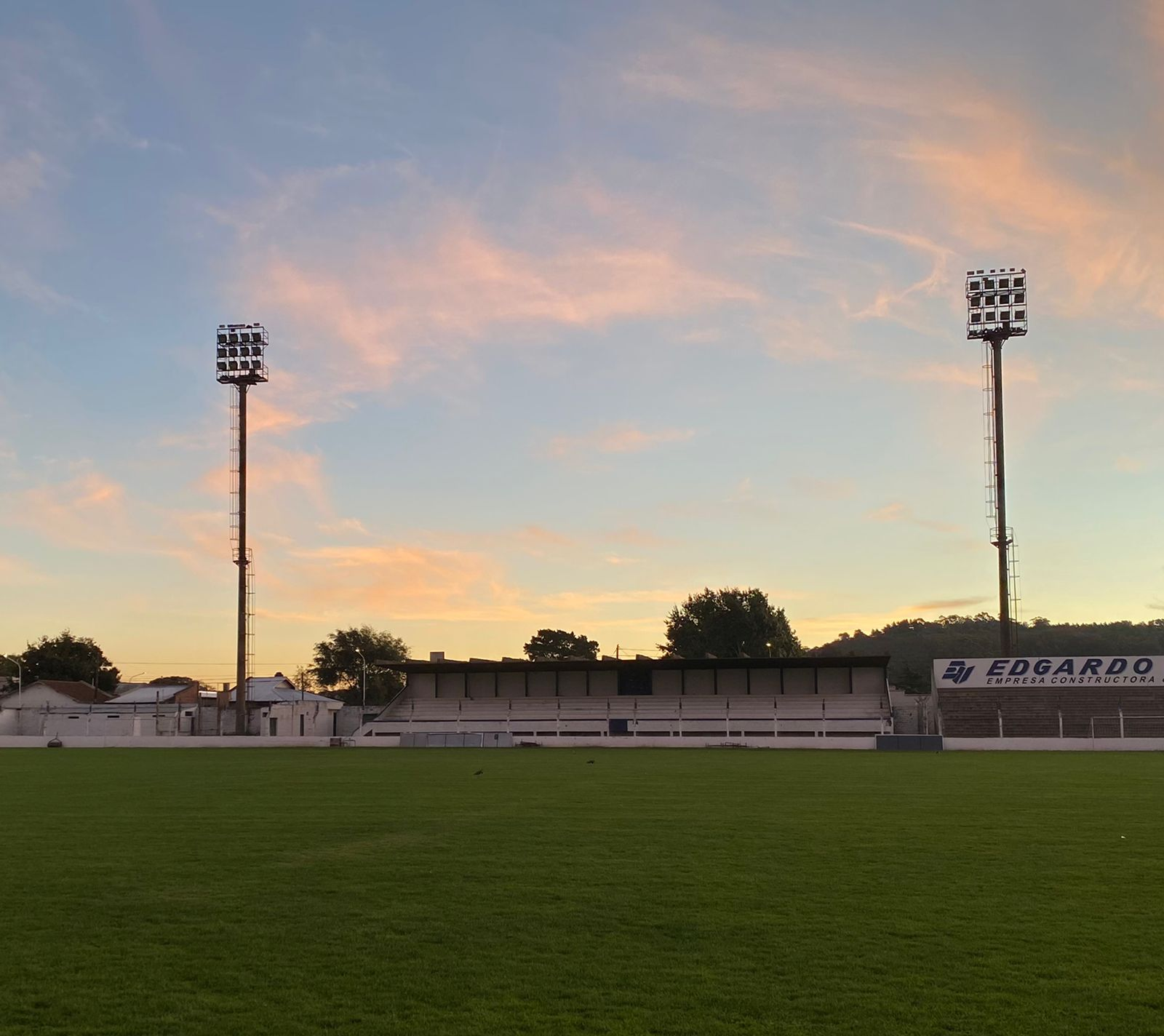
El «San Martín», principal recinto deportivo de la ciudad.

Tandil, desde 1973, celebra cada año la competencia pedestre más importante de la ciudad denominada “La Tandilia”, la cual es organizada y fiscalizada por la Asociación Tandilense de Atletismo. Tandilia es una prueba atlética que con el correr de los años ha cobrado dimensión nacional. La prueba consiste en la maratón propiamente dicha y una carrera de postas.
Entre los referentes del automovilismo de Tandil se mencionan a Vicente "Tano" Pernía, quien también tuvo un paso por el fútbol en el club Boca Juniors de Capital ƒederal, José "Pepino" Malisia, Fabián Andrés Acuña, y el más reciente consagrado Lionel Pernía.
Hay dos equipos de basquetbol, el Independiente y Unión y Progreso.
Entre los boxeadores más destacados se encuentran:
- Matías Rueda campeón Argentino FAB y excampeón Latino OMB y Sudamericano en el peso pluma.
- César Villarruel excampeón Sudamericano y Argentino FAB en el peso supergallo.
- Walter Saporiti excampeón Latino FIB en el peso wélter.
- Sergio Escobar excampeón Argentino FAB en el peso superpluma.
- Marisa Núñez excampeona Mundial de la FIB en el peso superligero.
- Jorge Ariel García, peleó contra Gennady Golovkin.[76]

En la ciudad de Tandil hay muchos equipos de fútbol, que están nucleados por la Liga Tandilense de Fútbol, entre ellos: Ferrocarril Sud, Santamarina, Grupo Universitario, Club Social y Deportivo Excursionista, Independiente. Santamarina es el club que más convocatoria tiene y desde 2014 está disputando la Primera B Nacional, segunda categoría del fútbol argentino. El «Clásico Tandilense» es disputado por Ferrocarril Sud y Santamarina.
En Tandil, se encuentran tres clubes de rugby: Los Cardos Rugby Club, Uncas Rugby Club, y los 50 Rugby Club.
De la ciudad de Tandil han surgido grandes tenistas entre los que se encuentran Juan Martín del Potro —mejor clasificado como 3.º el 13 de agosto de 2018 en el ranking ATP—, Juan «Pico» Mónaco —quien llegó a ser Top 10— Guillermo Perez Roldán -top 13 en 1988 y Mariano Zabaleta —quien llegó al 20.º puesto—. En el tenis femenino, como ejemplo, María Irigoyen —ganadora de dos Juegos Panamericanos—, Mariana Pérez Roldán —quien llegó a ser 51.º— y María José Argeri  —quien alcanzó el lugar número 129 en la clasificación mundial WTA—.

## Ciudades hermanas
- Montevideo, Uruguay. (26/11/2006)[77]
- Frederikssund, Dinamarca.

## Despliegue de las Fuerzas Armadas
| Unidades de la Guar Ej Tandil                                         | Abreviatura           |
| --------------------------------------------------------------------- | --------------------- |
| Comando de la I Brigada Blindada «Brigadier General Martín Rodríguez» | Cdo Br Bl I           |
| Escuadrón de Comunicaciones Blindado 1                                | Esc Com Bl 1          |
| Escuadrón de Inteligencia Blindado 1                                  | Esc Icia Bl 1         |
| Base de Apoyo Logístico «Tandil»                                      | BAL Tandil            |
| Haras «General Lavalle»                                               | Haras General Lavalle |

| Unidades de la Guarnición Aérea Tandil | Abreviatura |
| -------------------------------------- | ----------- |
| VI Brigada Aérea                       | VI BA       |
| Grupo 6 de Caza                        | G6C         |
| Grupo Base 6                           | GB6         |
| Grupo Técnico 6                        | GT6         |

## Parroquias de la Iglesia católica
| Diócesis   | Azul |
| ---------- | --- |
| Parroquias | Nuestra Señora de Begoña, Nuestra Señora del Carmen, Sagrado Corazón, San Antonio de Padua, San Cayetano, Santa Ana, Santísimo Sacramento |